# Krakov
Krakov (polsky Kraków výslovnost  ['krakuf]IPA, německy Krakau, ukrajinsky Краків) je metropole Malopolského vojvodství v jižním Polsku, v historické zemi Malopolsku. Leží na řece Visle, v nejužším místě tzv. Krakovské brány, která spojuje Sandoměřskou kotlinu s kotlinou Osvětimskou. Žije zde přibližně 804 tisíc obyvatel a Krakov je tak druhé největší polské město podle počtu obyvatel. Rozloha činí 327 km² (čtvrté největší město podle rozlohy).
Krakov je historická rezidence polských králů s hradem Wawel a katedrálou, sídlo starobylé univerzity a arcibiskupství. Staré město, které přežilo druhou světovou válku s množstvím historických památek i parků je oblíbený cíl turistů a je zapsáno na seznamu Světového dědictví UNESCO.

## Etymologie
Podle legend pochází jméno města od jména knížete Kraka, který je v Polsku považován za Slovana. Velmi pravděpodobně však jméno pochází od Keltů, kteří tuto oblast obývali, což je známo z archeologických nálezů a z římských pramenů. Tehdy by název zněl Carragh nebo obdobně. Možná je však i souvislost se jménem legendárního iberského (keltiberského) krále Crocco. V českých legendách se také vyskytuje postava knížete Kroka.
Název města v latině zní Cracovia, litevsky Krokuva, maďarsky Krakkó, rusky a tatarsky Краков, anglicky Cracow a v jidiš קראקע, Krůke.

## Historie
Nejstarší část města se nachází na opevněném Wawelském návrší. Bylo to jedno z nejdůležitějších opevnění v kmenovém knížectví Vislanů. To ovládla za vlády velkomoravského knížete Svatopluka. První zmínka o Krakově (a to jako o důležitém obchodním hradišti) pochází z roku 966, kdy bylo město pod vládou českého knížete Boleslava I., pod přemyslovskou vládou zůstal i za vlády Boleslava II., ale pravděpodobně na jejím sklonku, v roce 999, byl Krakov dobyt Boleslavem Chrabrým, vnukem českého knížete Boleslava I., a připojen k jeho piastovskému polskému státu. Od roku 1000 se v Krakově nacházelo biskupství. Roku 1038, za vlády Kazimíra I. Obnovitele, se Krakov stal polským hlavním městem.
V období rozpadu státu na jednotlivé úděly (polsky rozbicie dzielnicowe) byl sídlem hlavního knížete (książę senior) – principa. Za mongolského vpádu v roce 1241 bylo město takřka úplně zničeno. Začala obnova Krakova a kníže Boleslav V. Nesmělý, jeho matka Grzymisława a manželka bl. Kunhuta dali 5. června 1257 městu lokátorská práva podle magdeburského práva. Úkol lokátorství byl svěřen třem fojtům: Gedkovi, Jakubovi z Nisy a Dytmarovi Wolkovi. Zakládací dokument hovořil o:
- osvobození měšťanů od daní na období 6 let
- osvobození měšťanů od cel na 10 let
- dával právo lovu ryb ve Visle na úseku od Zwierzyńca do Mogiły
- dával fojtům právo na 1/6 příjmů z obchodů a tržišť
- dával fojtům právo na věčné osvobození od cel
- dával fojtům právo vlastnit jatka a mlýny

Tehdy také vzniklo charakteristické šachovnicové uspořádání města, kam byly zasazeny dochované dřívější prvky (ul. Grodzka, Mariánský kostel). Mezi Krakovem a Wawelem ještě existovala osada Okół, která byla nezávislou tvrzí do vzpoury fojta Alberta, kdy král Vladislav Lokýtek zbořil její zdi a začlenil ji ke Krakovu. Proto má také staré město protáhlý severo-jižní tvar a táhne se až k Hradu.
V roce 1320 se ve wawelské katedrále konala korunovace Vladislava Lokietka na polského krále, čímž skončilo období rozpadu Polska na jednotlivé části. Až do roku 1734 byl Krakov místem korunovace polských králů.
Ve 14. století vznikla na předměstí Krakova dvě další města: na jihu Kazimierz (1335) a na severu Kleparz (1366).

Krakov se jako hlavní město jednoho z významných evropských států v 15. a 16. století rozvíjel v každém směru – architektonickém, obchodním, řemeslnickém, kulturním, vědeckém. Hradní komplex na Wawelu byl přestavěn a rozšířen v renesančním slohu. V roce 1364, jako druhá univerzita ve Střední Evropě po Karlově univerzitě (1348), byla založena nová univerzita. Dnes známá pod názvem Jagellonská univerzita. Také byl zbudován Barbakan (obranná bašta, části se dodnes dochovaly). Novou tvář dostal Krakovský rynek. Za vlády Zikmunda II. Augusta (polovina 16. století) měl Krakov přibližně 30 000 obyvatel.

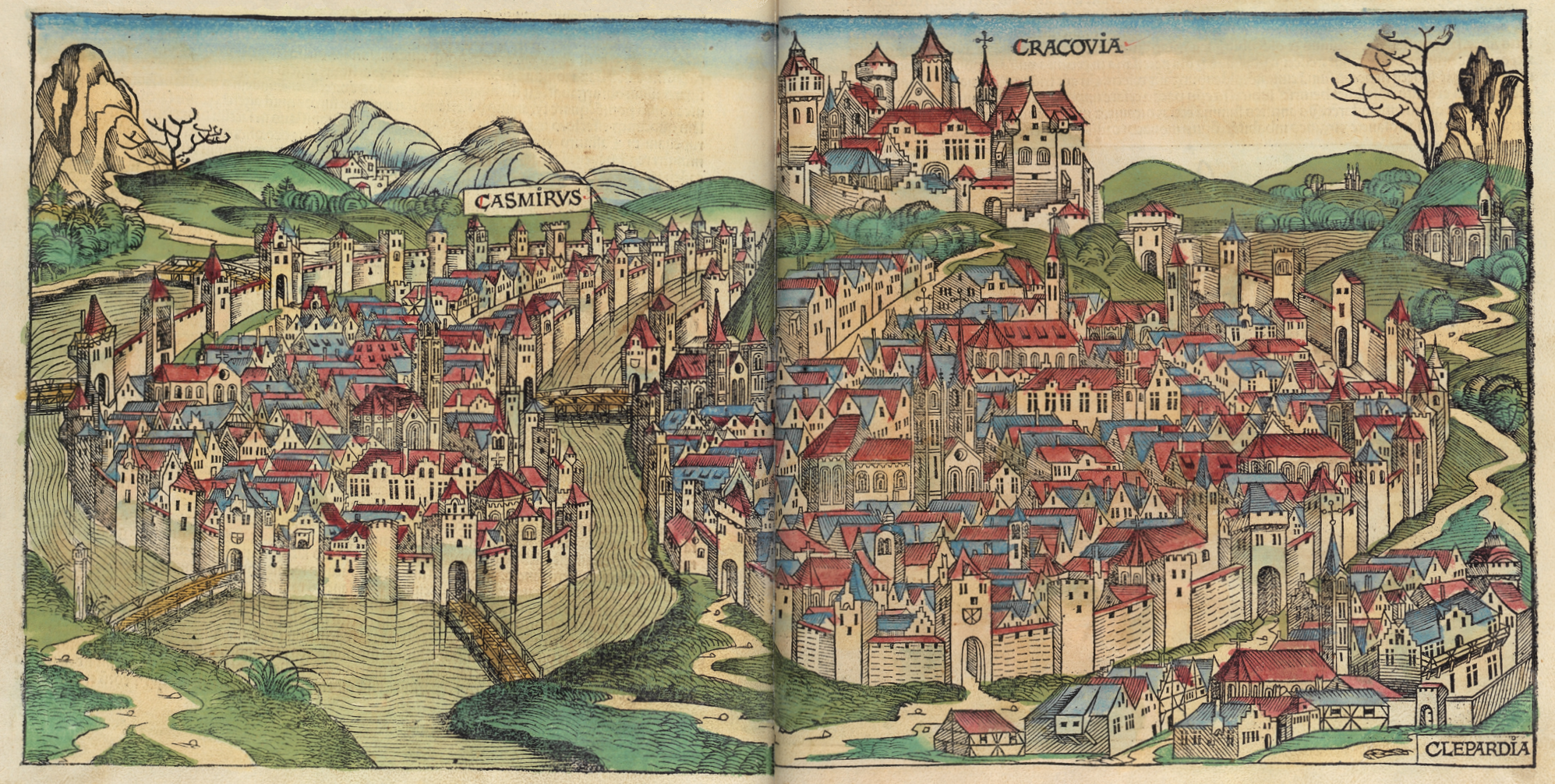
Panorama Krakova koncem 15. století, dřevoryt z Norimberské kroniky

Po polsko-litevské unii a vzniku Polsko-litevské unie (Rzeczpospolita Obojga Narodów) se Krakov ocitl na okraji velkého státu, Sejmy a volby monarchů se konaly ve Varšavě, která ležela víceméně v polovině cesty mezi hlavními městy Koruny polské a Litvy. Definitivně král Zikmund III. Vasa v roce 1609 přenesl hlavní město Polska (bez formálního právního aktu) do Varšavy. Avšak katedrála na Wawelu zůstala i nadále korunovačním místem polských králů.
Zároveň s úpadkem Rzeczpospolity začal také úpadek samotného města. Válečné ztráty silně poškodily jeho pozici a zbrzdily i rozvoj. Podruhé byl Krakov zničen cizími vojsky v roce 1655 během švédské „potopy“. V 18. století byl dobýván vojsky pruskými, švédskými, rakouskými a ruskými.
Po třetím dělení Polska obsadili Krakov Rakušané. V letech 1809–1815 náležel do Varšavského knížectví jako hlavní město departamentu. V letech 1815–1846 byl hlavním městem maličké, formálně nezávislé Krakovské republiky. Tehdy začala celková modernizace města. Byla zbourána většina městských hradeb, byl zasypán příkop a na jeho místě byly vybudovány rozsáhlé městské sady - zvané Planty, obepínající staré jádro. Po „krakovské revoluci“ v roce 1846 byl Krakov opět začleněn do Rakouska jako velkovévodství Krakovské (jako součást Haliče) jehož součástí zůstal až do roku 1918. V roce 1850 zničil velký požár 10 % města. Díky tomu, že vyhořelo pouze 10 % budov, byly rychle obnoveny a postaveno mnoho dalších krásných památek a staveb.

Zatímco Varšava ovládaná Ruskem byla rusifikována a další části jako Poznaň ovládané Němci se germanizovaly, Krakov a Lvov, ležící v rakouské Haliči, se staly nejvýznamnějšími centry polství ve druhé polovině 19. století a na počátku 20. století, a to díky udělení autonomie Haliči.

Standarta Krakova

Po roce 1918 a rozpadu Rakouska-Uherska byl Krakov přičleněn k nově vzniklému Polsku. V letech 1939–1945 byl hlavním městem tzv. německého Generálního gouvernementu. Velitelem zde byl Hans Frank.
V roce 1942 byl nedaleko Krakova zřízen pracovní tábor pro židovské vězně, který byl v roce 1944 proměněn na koncentrační tábor. Táborem "prošlo" na 150 000 vězňů. Tábor byl osvobozen pod velením maršála Ivana Koněva Rudou armádou dne 15. ledna 1945. Rychlá vojenská operace pokračovala osvobozením celého Krakova RA dne 18. ledna 1945. Krakov nebyl vyhlášen Pevností, nebyl intenzivně bombardován. Podařilo se tím zachránit hodně památek; inventář kostelů, zámku apod. byl částečně odvezen na západ i na východ. Díky tomu, že se přímo přes Krakov nepřehnaly hlavní osvobozovací boje, zůstalo zachováno mnoho historicky cenných krakovských památek .
V roce 1951 bylo ke Krakovu připojeno nově založené město Nová Huť (Nowa Huta, založena v roce 1949 na území vesnic Mogiła, Płaszów a Krzesławice).
V roce 2016 se v Krakově konaly Světové dny mládeže 2016.

## Kultura

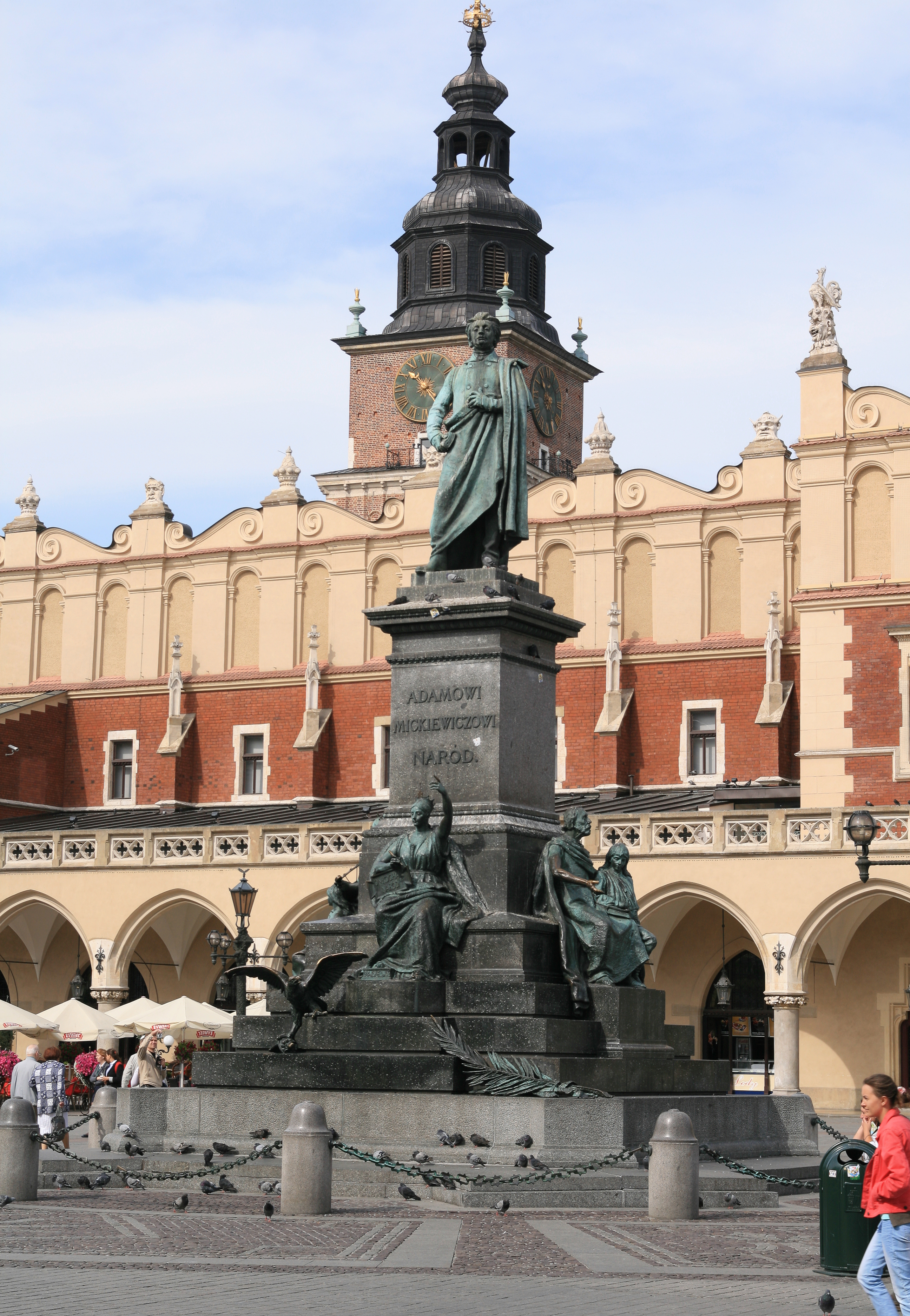
Pomník Adama Mickiewicze

Krakov bývá považován za hlavní město polské kultury. Žila v něm mj. nositelka Nobelovy ceny za literaturu Wisława Szymborska a žil zde i držitel stejné ceny Czesław Miłosz nebo známý autor Stanisław Lem. Je jedním z nejdůležitějších turistických, kulturních a historických center v Evropě. V porovnání s metropolí Varšavou Krakov navštěvuje mnohem více turistů (3–4 milióny). Kompaktní oblast starého města spolu s historickou zástavbou byla v roce 1978 zařazena na seznam světového kulturního dědictví UNESCO.
V Krakově se nachází mnoho kulturních institucí významných pro polský kulturní život.
Divadla:
- Teatr Groteska
- Teatr Ludowy
- Teatr Stary
- Teatr Słowackiego
- Operetka Krakowska
- Teatr Bagatela

V Krakově je 28 muzeí v čele s Národním muzeem, kde jsou početné sbírky polského i světového malířství. Je zde také Muzeum polského letectví.

## Administrativní rozdělení Krakova

Mapka 18 městských částí Krakova

Od 27. března 1991 je Krakov rozdělen na 18 městských částí, označených římskými číslicemi a názvem čtvrti.
Seznam krakovských městských částí včetně rozlohy a počtu obyvatel (stav k 31. prosinci 2007):
| Č. | Název městské části                      | Rozloha [ ha ] | Počet obyvatel |
| -- | ---------------------------------------- | -------------- | -------------- |
| 1  | Městská část I Stare Miasto              | 580            | 42671          |
| 2  | Městská část II Grzegórzki               | 583            | 30753          |
| 3  | Městská část III Prądnik Czerwony        | 650            | 48654          |
| 4  | Městská část IV Prądnik Biały            | 2288           | 65797          |
| 5  | Městská část V Krowodrza                 | 535            | 35503          |
| 6  | Městská část VI Bronowice                | 1354           | 22428          |
| 7  | Městská část VII Zwierzyniec             | 2843           | 20173          |
| 8  | Městská část VIII Dębniki                | 4216           | 53391          |
| 9  | Městská část IX Łagiewniki-Borek Fałęcki | 532,9          | 14510          |
| 10 | Městská část X Swoszowice                | 2289,8         | 19075          |
| 11 | Městská část XI Podgórze Duchackie       | 894,4          | 52572          |
| 12 | Městská část XII Bieżanów-Prokocim       | 1641           | 63569          |
| 13 | Městská část XIII Podgórze               | 2456,4         | 32168          |
| 14 | Městská část XIV Czyżyny                 | 1079,6         | 25775          |
| 15 | Městská část XV Mistrzejowice            | 553,5          | 54308          |
| 16 | Městská část XVI Bieńczyce               | 376,6          | 44766          |
| 17 | Městská část XVII Wzgórza Krzesławickie  | 2584,4         | 20343          |
| 18 | Městská část XVIII Nowa Huta             | 7226,1         | 58952          |

### Dřívější administrativní rozdělení
- 1951–1973 – 6 městských částí: Stare Miasto, Zwierzyniec, Kleparz, Grzegórzki, Podgórze, Nowa Huta
- 1973–1991 – 4 městské části: Śródmieście, Podgórze, Krowodrza, Nowa Huta

## Památky
Krakov je jedním z nejdůležitějších polských turistických center s cennými památkami z různých epoch. Více než 6 000 historických objektů je většinou soustředěno do současné čtvrti Stare miasto, která zahrnuje i historické části Staré město, Wawel a Kazimierz, z nichž každá měla vlastní hradby. 

### Wawelskénávrší

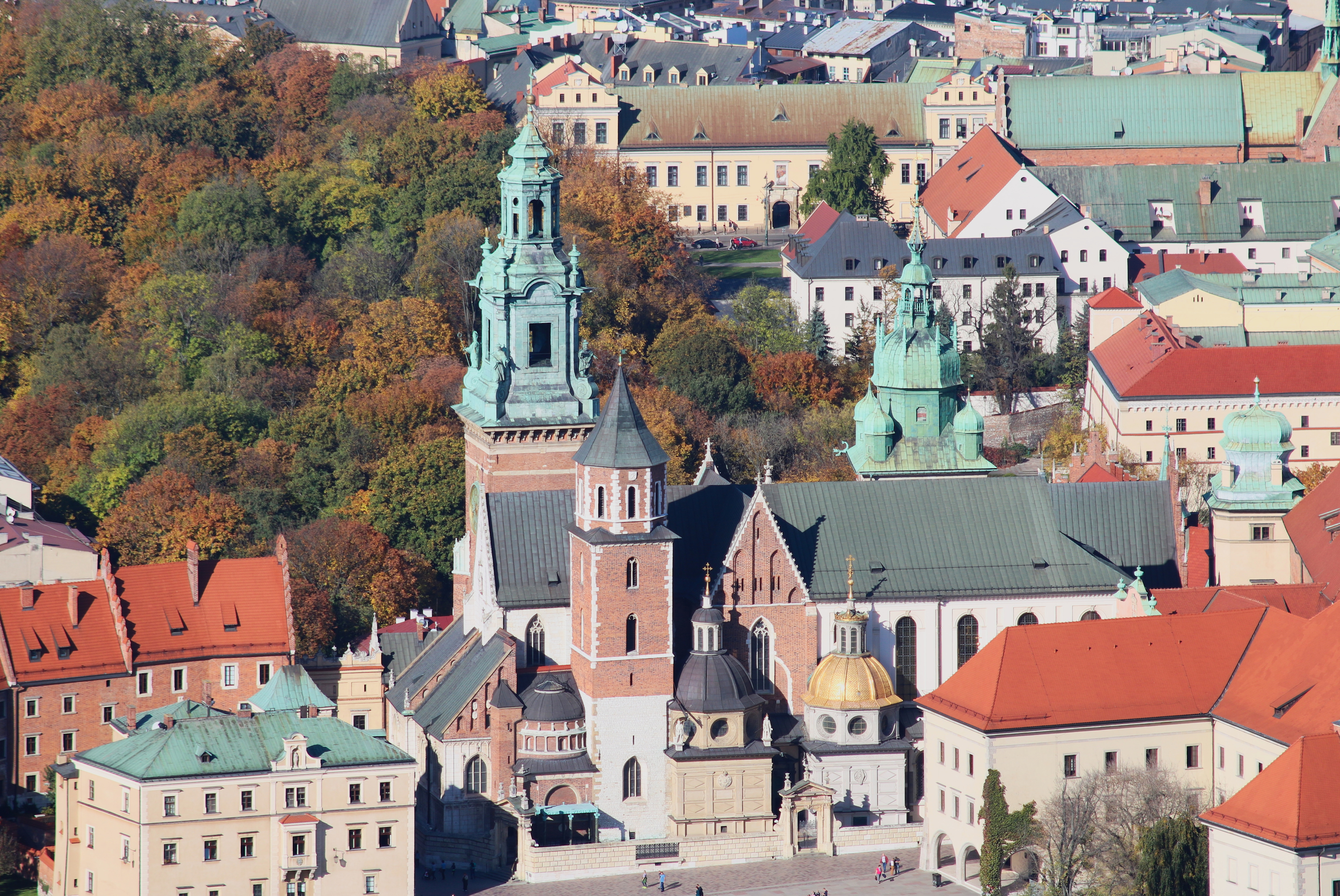
Wawelská katedrála

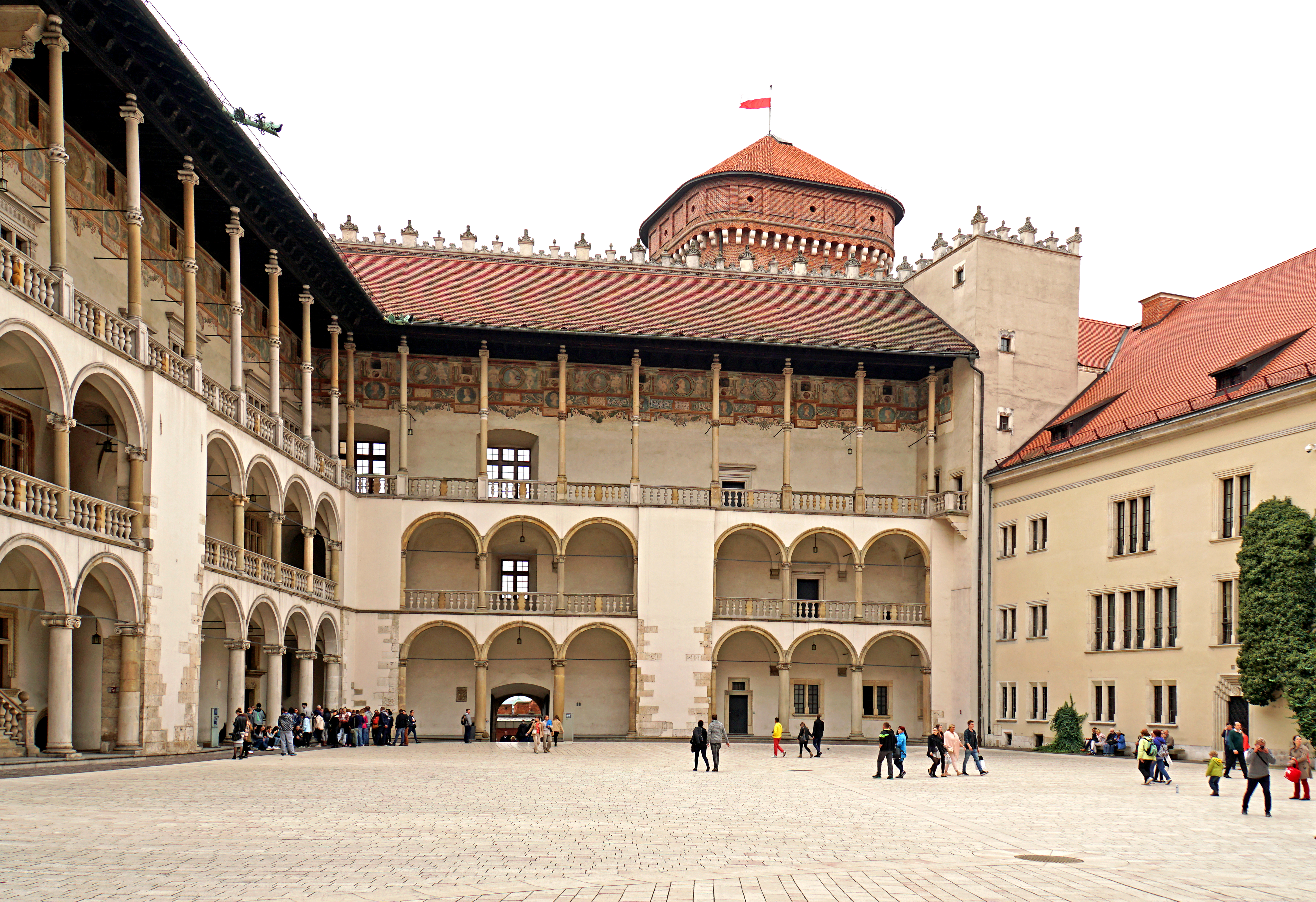
Nádvoří wawelského hradu

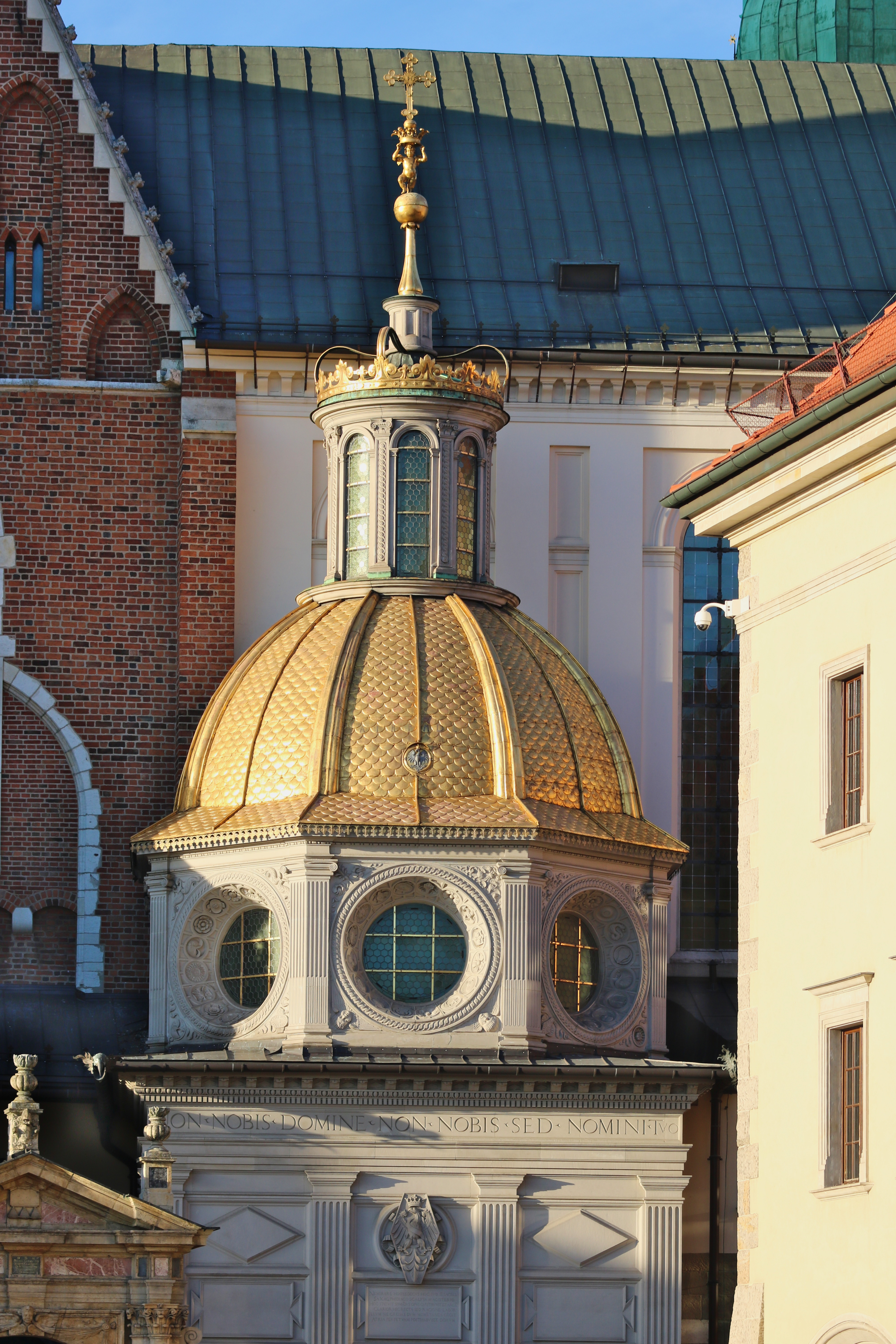
Zikmundova kaple na Wawelu

Katedrála na WaweluKatedrála sv. Stanislava a sv. Václava je cihlová gotická trojlodní bazilika se třemi věžemi a věncem kaplí. Postavena v letech 1320–1364, katedrála byla tradiční korunovační kostel i pohřebiště polských králů. V katedrále jsou pochováni i svatý Stanislav, svatá Hedvika z Anjou a řada dalších významných Poláků
Královský hrad Wawel (Zamek Królewski na Wawelu)Je to patrně nejstarší osídlení v Krakově, od 11. století hrad a později sídlo polských králů, v současné podobě renesanční a barokní stavba z první poloviny 17. století, která v 19. století sloužila jako pevnost, za druhé světové války jako sídlo nacistického guvernéra a v současnosti muzeum.
Dračí jáma (Smocza Jama)Nachází se na úpatí pahorku, podle pověsti zde draka usmrtil rytíř Krak, jehož jméno město nese. Jedná se o tři malé, prázdné jeskyně. Vchod do jeskyní je z hradu a platí se za něj vstupné. Před východem jeskyní je kovový drak, který občas chrlí oheň. "Drak" je na veřejně přístupném pozemku.

### Staré Město

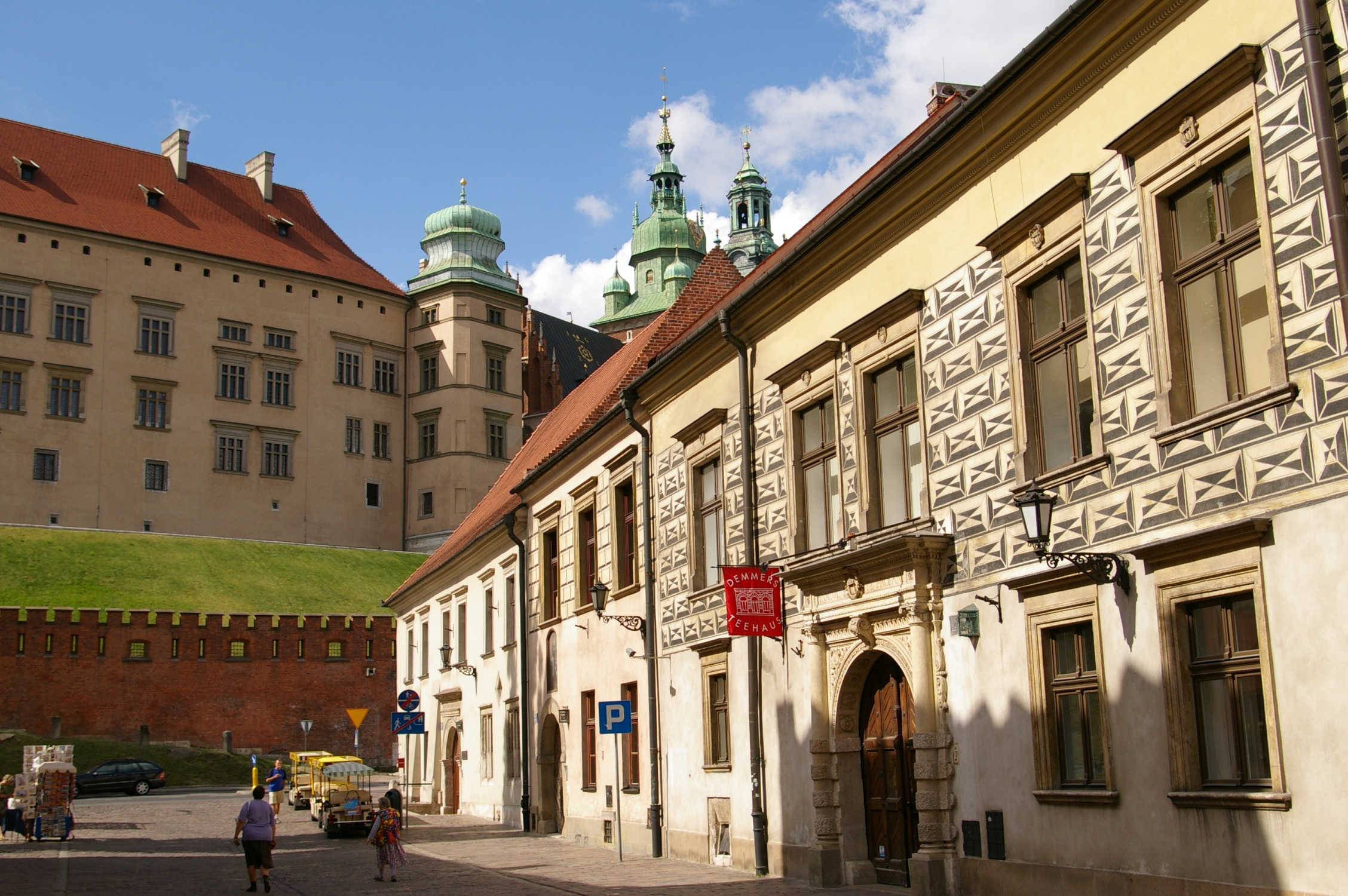
Kanovnická ulice

BarbakánOpevněná pozdně gotická brána na severní straně Starého města, nedaleko od hlavního nádraží. Gotická kruhová stavba vznikla v létech 1498 a 1499. Barbakán byl hradbami spojen s Floriánskou bránou. Jde o cihlovou stavbu se 7 pozorovacími věžemi a 130 střílnami. Průměr stavby je 24,4 metru a zdi jsou přes 3 metry silné. Barbakán má dvě brány.
Floriánská bránaPozůstatek gotického opevnění Starého města, jediná zachovaná z původních osmi bran. Byla vystavěna na začátku 14. století a zvýšena koncem 15. století. Má výšku přes 34 metry a je zdobena sochou svatého Floriána.
Ulica FloriańskaJedna z nejznámějších a nejdůležitějších ulic ve městě. 335 metrů dlouhá ulice vznikla roku 1257, jako část tzv. královské cesty, která vedla k Wawelu. Roku 1881 zde byla zprovozněna první koňská tramvaj a roku 1901 první elektrická tramvaj. Dnešní ulice je pěší zónou. Nacházejí se zde četné patricijské domy. Na mnohých domech jsou zachovány gotické dekorace a renesanční portály. Zajímavé domy jsou: nejstarší hotel ve městě U růží (č. 14), Farmaceutické muzeum Jagelonské univerzity (číslo 25), dům malíře Jana Matejka, dneska filiálka krakovského Národního muzea (č. 41) a legendární kavárna Michalikova jeskyně (č. 45).
Ulica GrodzkaPatří k nejstarším reprezentativním ulicím Krakova. Byla částí tzv. královské cesty a staré obchodní stezky. Měří skoro 700 metrů. Pozoruhodné jsou zde následující domy: dům rodiny Stachowitz (č. 15); dům U lvů (č. 32); dům U slonů (č. 38); Collegium Iuridicum (č. 53), jedna z nejstarších budov Jagelonské univerzity; dům Veita Stossa z 15. století (č. 39), palác rodiny Stadnických (č. 40), bývalé jezuitské kolegium, dnešní kolegium Broscianum Jagelonské univerzity (č. 52), evangelický kostel sv. Martina (č. 58), dům arcibiskupa (č. 65), arzenál ze 17. století (č. 65, vystavěn v první polovině 16. století králem Zikmundem I. Starým) a malý kostel sv. Jiljí ze 14. století.
kostel svatého Ondřeje a klášter sester klarisek (ulice Grodzka č. 56)Patří k nejstarším kostelům Krakova a nejhezčím románským kostelům v Polsku. Vznikl v létech 1079 až 1098 díky Sieciehovi, dvořanu knížete Vladislava I. Hermana. Opevněný kostel (silné zdi a střílny) mohl odolat tatarskému útoku roku 1241. Je to trojlodní kamenná bazilika se dvěma věžemi, krátkým transeptem a presbytářem s polokruhovou apsidou. Interiér byl na začátku 18. století barokně rekonstruován. Z této doby pochází štuková výzdoba od Balthasara Fontany a nástěnné malby od Karla Dankwarta. Hlavní oltář je pozdně barokní. Rokoková kazatelna je ve tvaru člunu. Z jihu navazuje na kostel klášter, kde se nacházejí další umělecká díla.
Kanovnická ulice (Kanonicza)Patří k nejhezčím ulicím krakovského Starého Města. V minulosti ležela v osadě Okól, která ležela mezi Krakovem a Wawelem a která byla v první polovině 14. století přičleněna ke Krakovu. Ulice tvořila poslední díl tzv. královské cesty a bydleli v ní kanovníci krakovské katedrály na Wawelu a šlechtici. Domy, pocházející většinou ze středověku, mají pěkné renesanční a barokní fasády, bohatě dekorované portály a erby. Zajímavý je (mimo jiné) kapitulní dům číslo 5 z 15. století, šlechtický dům číslo 6 ze 14. století, palác Erazima Cioleka (číslo 17), dnes filiálka Národního muzea se sbírkou sakrálního umění. Dále arcidiecézní muzeum (číslo 19 a 21), kde v létech 1951 až 1963 bydlel pozdější papež Jan Pavel II., a dům významného kronikáře Jana Długosze z 15. století (číslo 25).
Kostel sv. Barbory (Kościół św. Barbary, Maly rynek č. 8)Leží v blízkosti Mariánského kostela. Vznikl v létech 1338 až 1402 jako hřbitovní kaple, hřbitova, který se zde nalézal. Dnešní jednolodní kostel s půlkruhovou apsidou je výsledkem přestavby v 17. století. Vedle vstupu se nalézá předsíň s tzv. Getsemanskou zahradou z přelomu 15. a 16. století. Na vnější straně kostela jsou početné epitafy. Interiér je barokní. Stropní malby jsou od F. I. Molitora a jsou stejně jako štuky z let 1760 až 1767. Pozoruhodný je gotický krucifix, pocházející z 15. století, který je umístěn na hlavním oltáři. A dále barokní sochy. Nalézá se zde také obraz Matky Boží z Jurowic z 1. poloviny 16. století.
Collegium MaiusNejstarší část univerzity (ulice Jagiellońska č. 15) – je nejstarší univerzitní budovou v Polsku. Dům byl věnován roku 1400 králem Vladislavem II. Jagellem. V 15. století se univerzita úspěšně rozšiřovala a byly získány další budovy. Po požárech v letech 1462 a 1492 byly stavby spolu sjednoceny. V této době vznikl arkádový vnitřní dvůr se sloupovým s pozdněgotickou sklípkovou klenbou a ochoz v patře. V přízemí se nacházejí čítárny, v patře bibliotéka, společné prostory, aula a pokladnice. Fasáda v ulici Jagiellońska je zdobena gotickými štíty, arkýřem a gotickým portálem, který vede do nádvoří se studnou ze 16. století. Dnes kolegium slouží jako univerzitní museum apod.
Collegium Novum (ulice Golebia č. 24)Vzniklo v létech 1883 až 1887 na místě studentských ubytoven. Jde o novogotickou stavbu, která dnes slouží jako hlavní budova univerzity. Jsou zde rektorát, děkanáty, správa, sborovny a čítárny. 6. listopadu 1939 zde bylo shromážděno německými nacionálními socialisty na 183 profesorů a vědeckých spolupracovníků krakovských vysokých škol a posláno do koncentračních táborů.

### Krakovský rynek

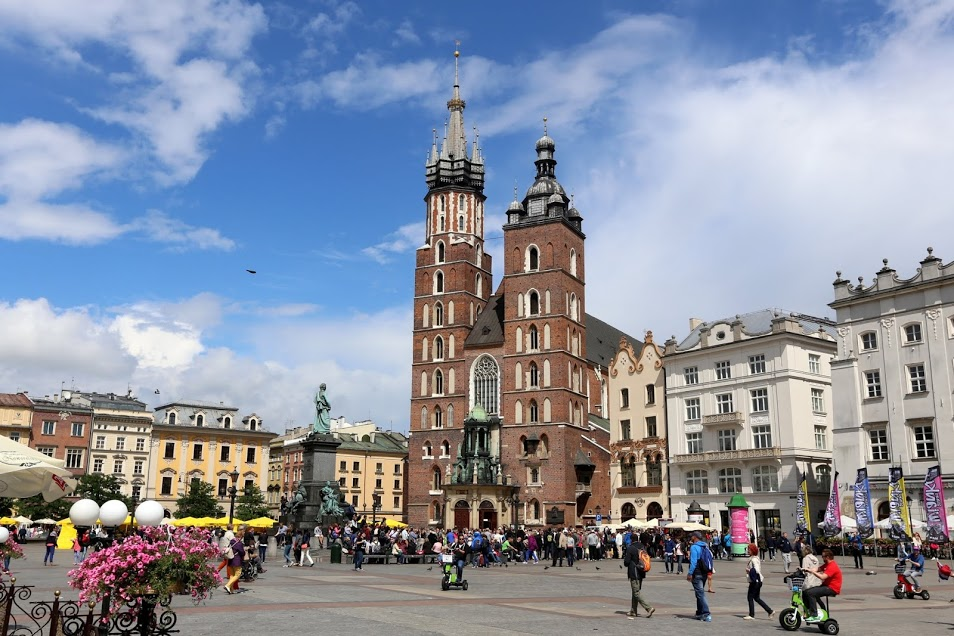
Mariánská bazilika na Rynku

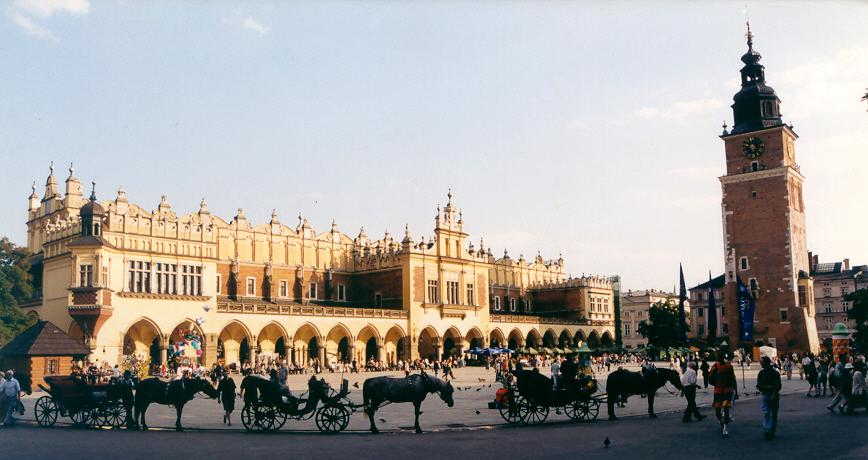
Tržnice „Sukiennice“ na krakovském Rynku

Mariánský kostelVe východním rohu náměstí je trojlodní cihlová gotická bazilika se dvěma věžemi v průčelí z poloviny 14. století. Stojí na místě dvou starších staveb a je hlavním farním kostelem města. Na památku pověsti, podle níž zde byl za tatarského vpádu zastřelen náhodně vystřeleným šípem trubač, který troubil na poplach, troubí z věže každou hodinu tradiční melodie hejnal.
Kostelík sv. VojtěchaPatří k nejstarším v Krakově. První dřevěný kostel vznikl na přelomu 10. a 11. století na místě, kde snad kázal sv. Vojtěch. Dnešní románský jednolodní kostel se čtyřbokým presbytářem byl na začátku 12. století postaven z kamenných kvádrů. Z těchto časů pochází portál a okno. V 17. a 18. století byl kostel barokně přestavěn, zdi byly zvýšeny a kostel dostal novou kopuli a nový vchod na západě. Přistavěna byla také sakristie a kaple blahoslaveného Wincenta Kadlubka. Uvnitř je pozoruhodný gotický krucifix z 15. století, portrét sv. Vojtěcha ze 17. století a socha anděla z 18. století. Pod kostelem se nachází výstava Dějiny krakovského tržiště, do které je původní vchod i se schody.
Tržnice SukienniceStojí uprostřed rynku a patří k symbolům Krakova. Vznikla patrně ve 13. století, ve 14. století byla přestavěna v gotickém stylu. Zděná patrová budova z let 1556–1559, 108 metrů dlouhá, se dvěma řadami krámků uvnitř a novogotickými arkádami po obou delších stranách. V patře je expozice polského malířství 19. století.
Radniční věžje čtyřhranná, 70 metrů vysoká a je z cihel a kamene, vstup střeží dva lvi. Věž je pozůstatek později zbořené radnice z doby kolem roku 1300. Zajímavostí je, že vlivem mimořádné bouře v minulosti, je nahoře věž vychýlená o 55 cm. V suterénu je vstup i do Divadla.
Pomník básníka Adama MickiewiczeNachází se na hlavním náměstí a byl navržen Teodorem Rygierem a odhalen roku 1898 ke stému výročí narození básníka. Za druhé světové války byl pomník zničen a roku 1955 ke stému výročí básníkova úmrtí znovu odhalen.

### Kazimierz

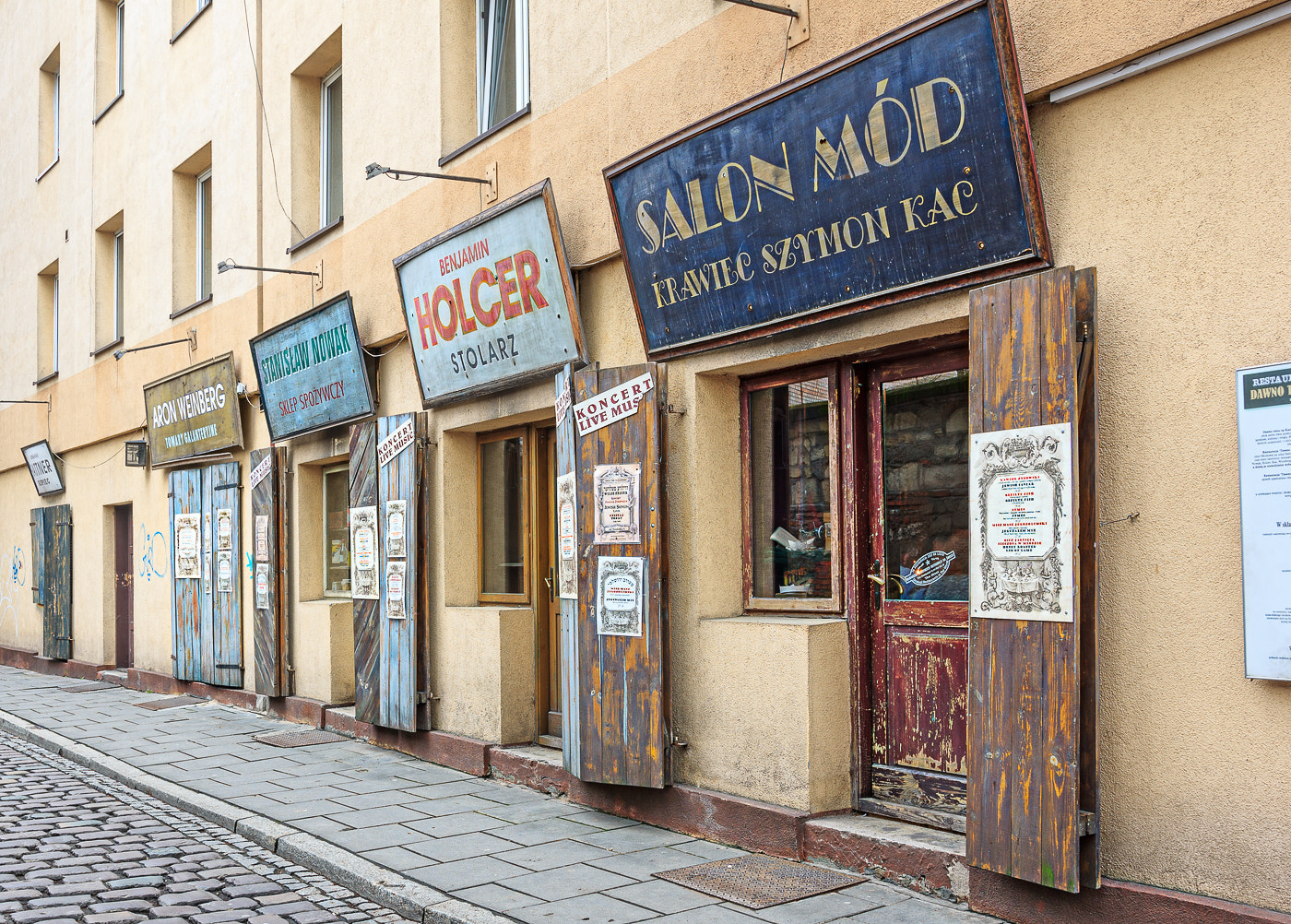
Kazimierz

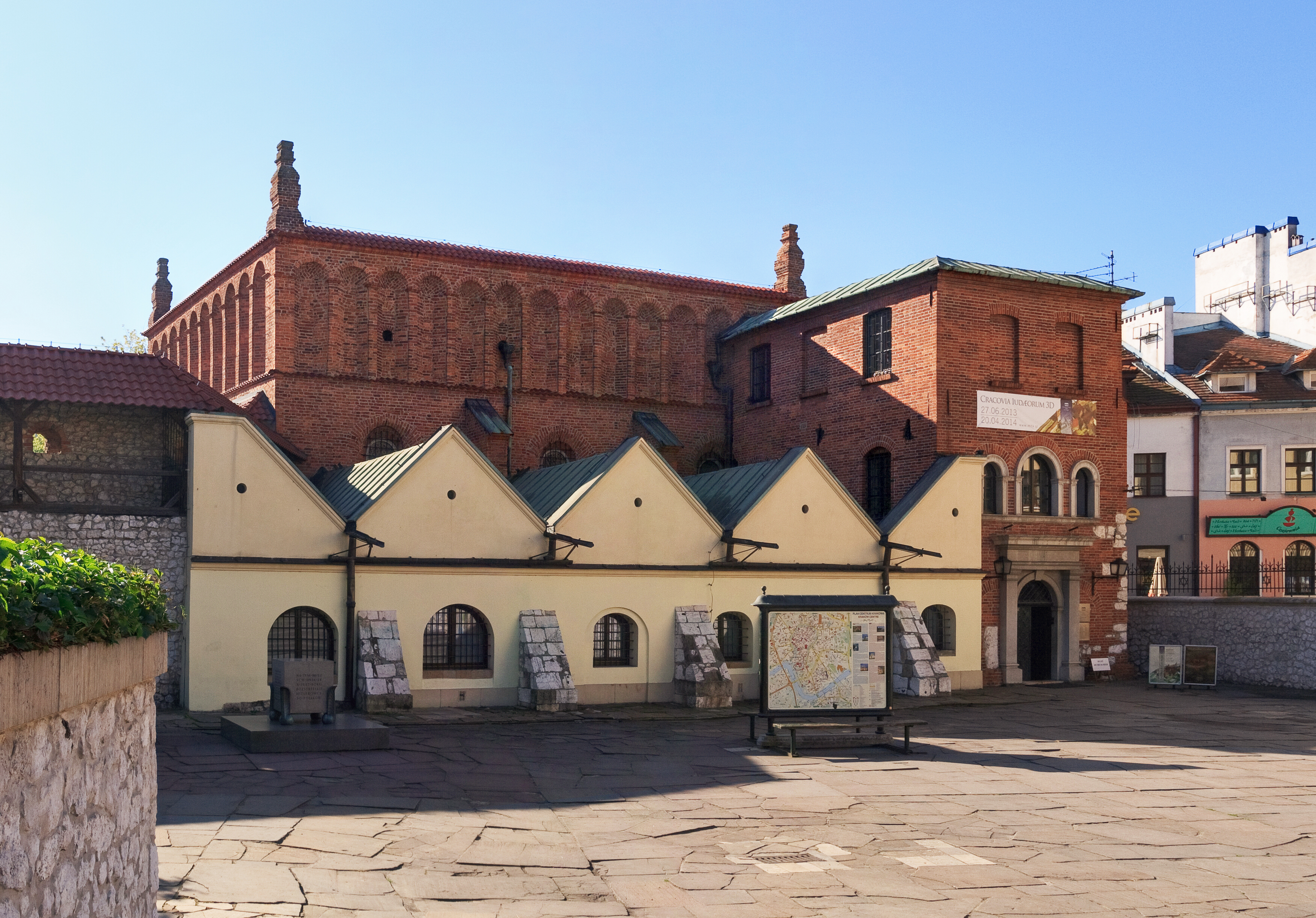
Stará synagoga

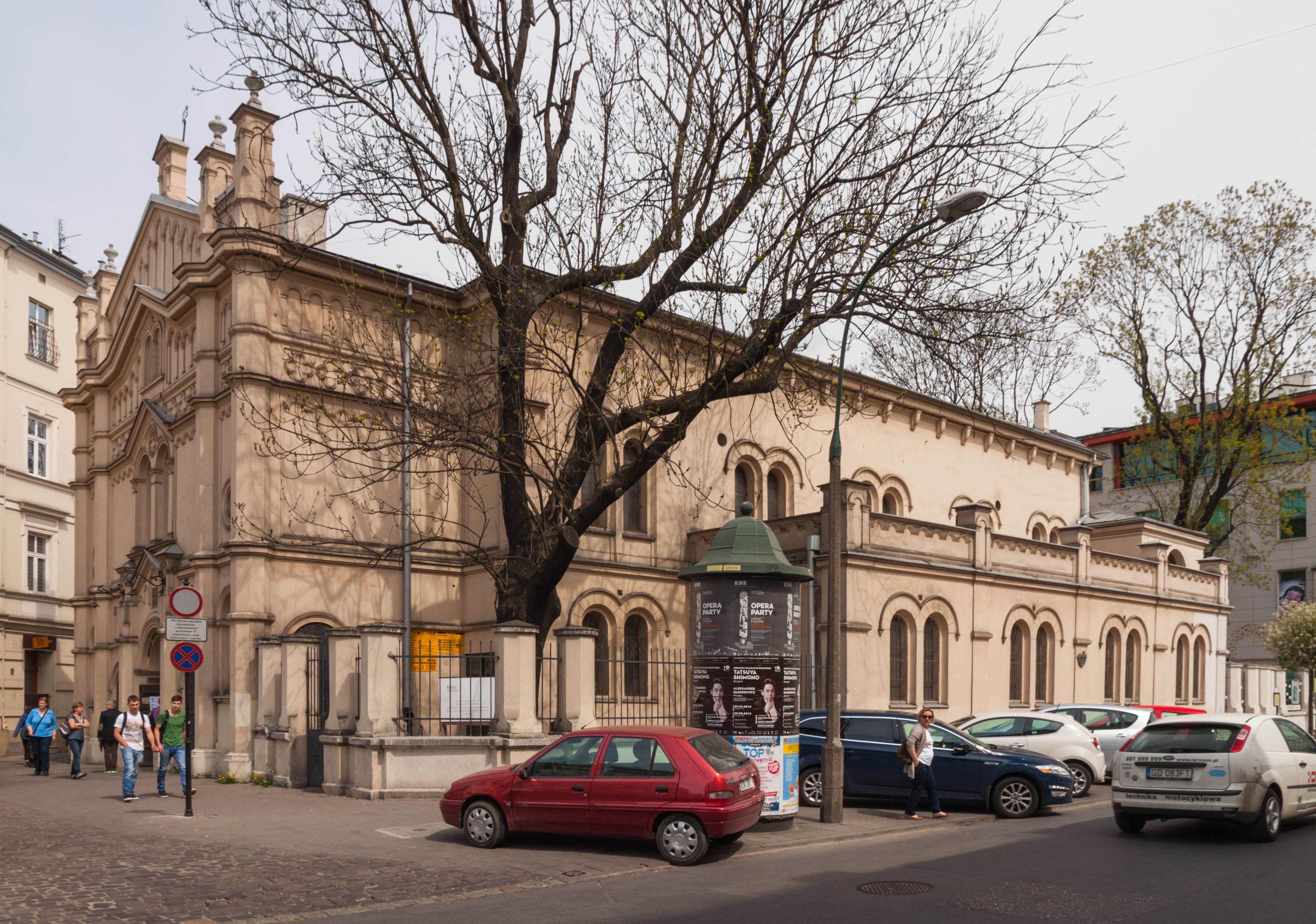
Tempelská synagoga

Kazimierz je jižní část Starého města mezi Wawelem a Vislou, tradiční židovská čtvrť. Ve starších dobách měl vlastní hradby a byl oddělen od města ramenem řeky, dnes zasypaným.
Ulice SzerokaByla dříve středobodem židovského města, jeho tržištěm. Zachovány jsou četné historické objekty. Vedle některých zde uvedených jde i o rituální židovskou lázeň  (mikve) (č. 6), z renesance pocházející Landauův dům (č. 2) s fasádou z cihel a kamene. V severní části ulice se nacházel kdysi malý hřbitov, pravděpodobně část hřbitova Remuh.
Synagoga Wolfa Bociana (Poppera)Ulice Szeroka 16, z roku 1620.
Stará synagogaUlice Szeroka 24, cihlová pozdně gotická stavba z 15. století, přestavěná v letech 1533–1570. Dnes je součástí městského muzea.
Synagoga RemuUlice Szeroka č. 40. Dodnes se v ní slouží bohoslužby. Renesanční synagogu založil v polovině 16. století Jisra'el Auerbach, po jeho synu filozofovi a rabínu Mojšemu Isserlesovi získala své jméno. Původně dřevěná stavba roku 1557 vyhořela, byla však znovu rychle vystavěna. Důkladně restaurována byla roku 1829. Během druhé světové války byla zničena a vyrabována. Roku 1957 byla znovu vystavěna. Vnitřek je pravoúhlý a jednolodní. Nachází se zde renesanční oltářní skříňka. Uprostřed je rekonstruovaná bima s umělecky zpracovanou mříží.
Hřbitov Remu (Starý hřbitov)Je nejstarším židovským hřbitovem v Krakově. Byl založen roku 1533. Na hřbitově se nalézá řada historických náhrobků. Největší úctě se těší hrob Mosese Isserlese, řečeného "Remu", přímo naproti vstupu ze Synagogy.
Synagoga Izaaka (ulice Kupa č. 16)byla založena uprostřed 17. století obchodníkem Izaakem Jakubowiczem. Největší krakovská synagoga je impozantní barokní stavbou. Vchod se nachází v arkádovém portálu, vnitřek je vyzdoben barokními štuky a nápisy ze 17. století.
Synagoga Kupa (ulice Warszauera č. 8)byla založena roku 1643 díky nadaci Kahal. Dříve se jmenovala Špitální synagoga či Synagogu chudých. Byla postavena v barokním stylu. Pozoruhodná je oltářní skříňka ze 17. století a jedinečné nástěnné a stropní dekorace představující města Svaté země, hvězdy a hudební nástroje. Během nacionálně socialistické okupace bylo vnitřní vybavení poničeno. 11. srpna 1945 byla synagoga vypleněna při protižidovských nepokojích v Kazimierzi. Druhý den byl zapálen interiér synagogy, ale oheň byl uhašen. Dnes synagoga slouží jako místo setkávání, koncertní a výstavní sál.
Tempelská synagogaZ roku 1862, konají se zde bohoslužby.
Vysoká synagoga (polsky „Synagoga Wysoka“ (ulice Józefa č. 38))Byla postavena ve druhé polovině 16. století o něco dříve, než její údajná kopie, Vysoká synagoga v Praze. Vznikla na místě věže židovského města. Jde o monumentální renesanční synagogu. Z jihu je zesílena čtyřmi mocnými opěrnými pilíři. Uvnitř je zachováno jen několik hodnotných elementů vybavení: kamenné rámování oltářní skříňky a zbytek nástěnných maleb s modlitebními texty. Dnes se zde pořádají setkání, koncerty a výstavy fotografií.
Nový židovský hřbitovžidovský hřbitov

### Mohyly a parky

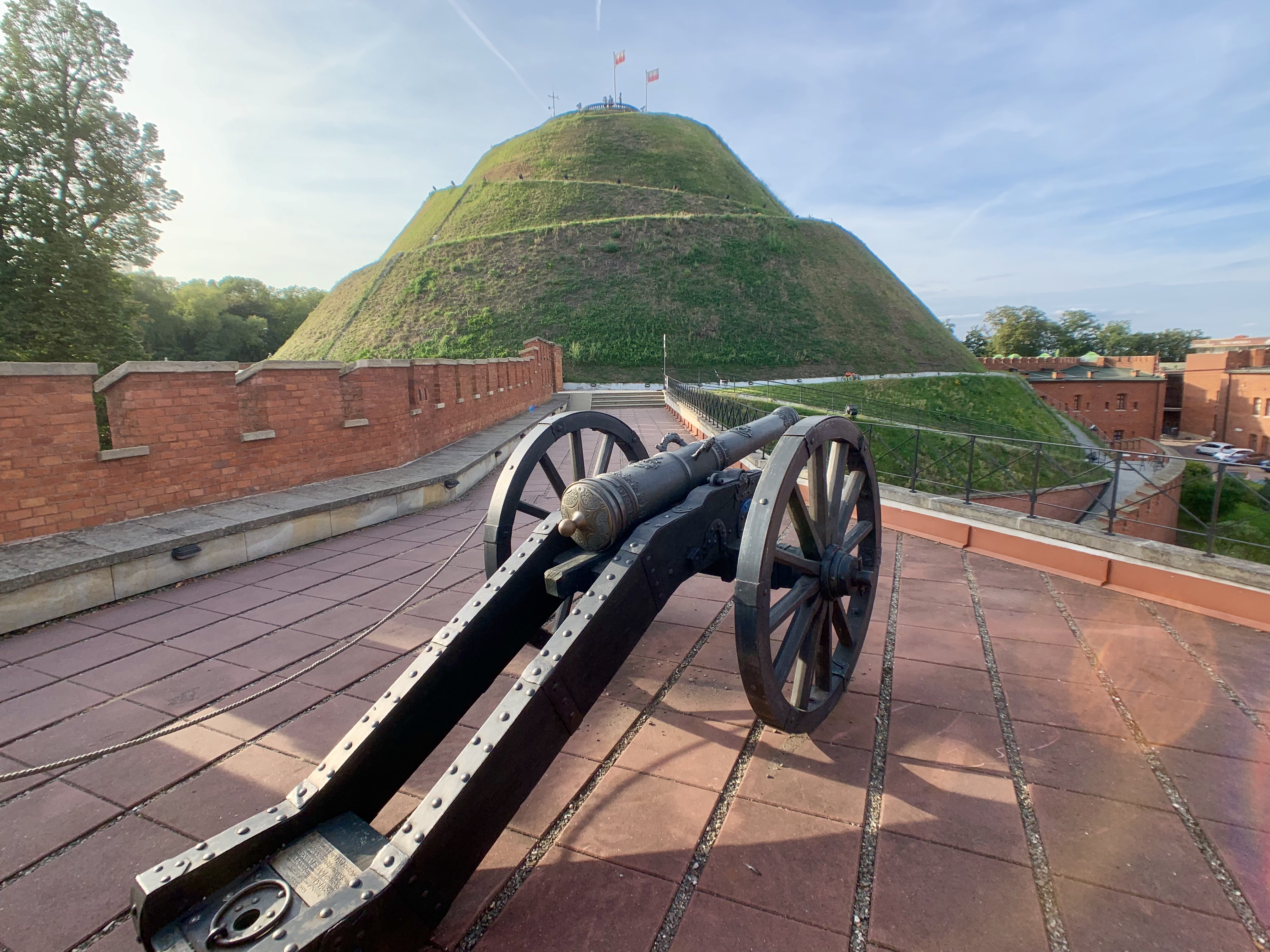
Krakova mohyla

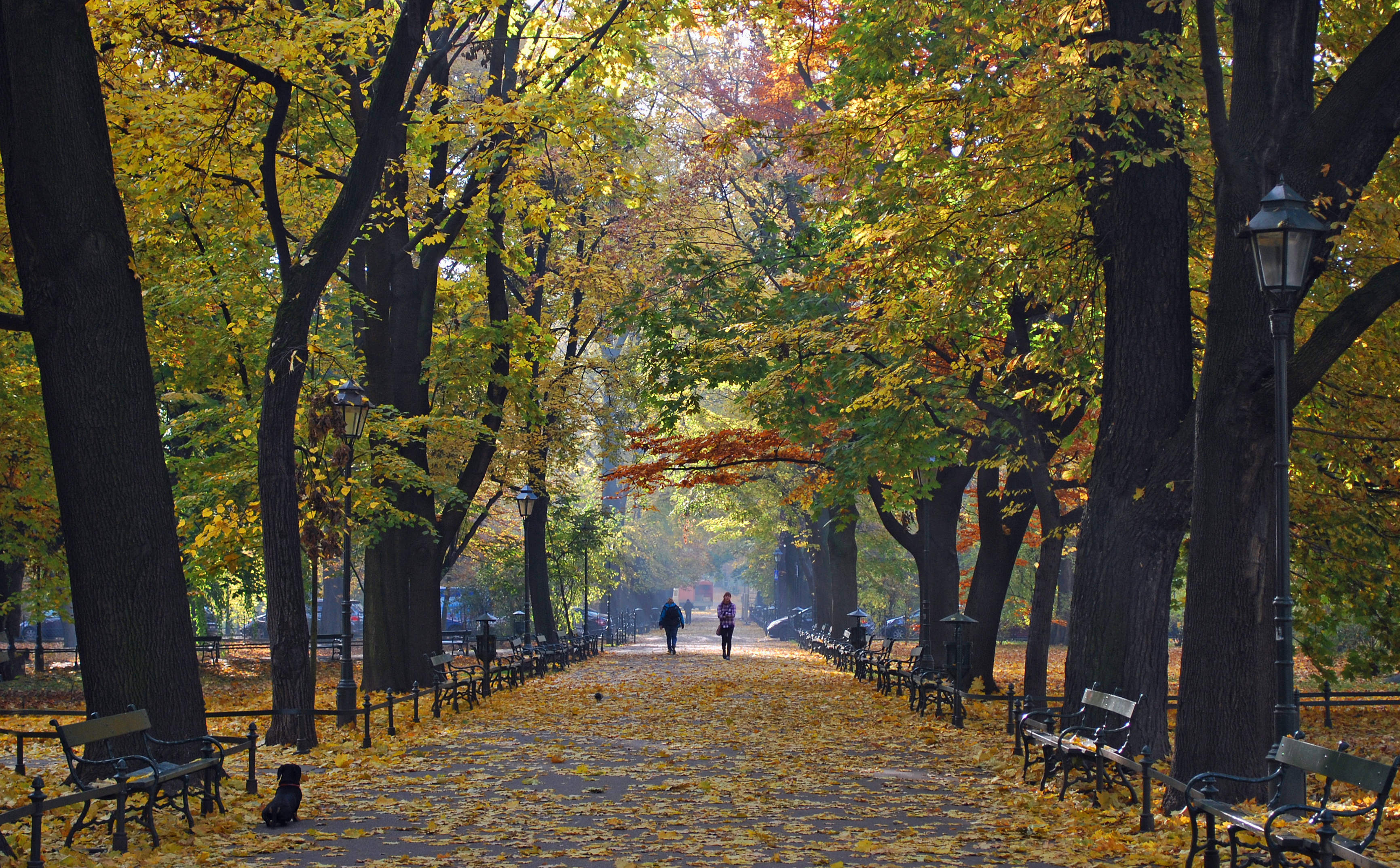
Planty

- Kościuszkova mohyla (Kopiec Kościuszki)
- Krakova mohyla (Kopiec Krakusa)
- Piłsudského mohyla (Kopiec Piłsudskiego)
- Wandina mohyla (Kopiec Wandy)
- Planty park vzniklý v letech 1822 až 1830 díky Feliksi Radwanskému na místě stržených středověkých hradeb. Definitivní podobu jim dal Florian Strawszewski. Jméno získaly po polském výrazu "plantovat" čili rovnat. Planty obklopují celou historickou část města. Mají plochu 21 hektarů a délku 4 kilometry. Dělí se do osmi zahrad. V Plantech stojí vícero pomníků a dvě fontány.
- Błonia

### Památky podle slohů

#### Gotický Krakov
- Katedrála na Wawelu
- Mariánský kostel (Rynek glowny) ze kterého každou hodinu zní hejnal
- Středověké městské opevnění – hradby vznikly na konci 13. století. Systém opevnění byl vícekrát modernizován. Okolo začátku 16. století byl zdvojen. Hradby byly tři kilometry dlouhé a měly 39 bašt a osm bran. Před nimi byl 6 až 10 metrů široký a 3,5 metrů hluboký příkop. Vnitřní hradba byla 2,5 metru silná a sedm metrů vysoká. V 19. století byla většina hradeb stržena. Zbyl úsek u Florianské brány a Barbakanu
- Kostel a klášter Dominikánů (Bazilika Nejsvětější trojice, ulice Stolarska č. 12) – první románský kostel na tomto místě byl dominikánům předán krakovským biskupem Iwo Odrowazem, který řád v roce 1221 pozval do Polska. Nový kostel a klášter vystavěli dominikáni po mongolském vpádu v roce 1241. Původně trojlodní halový kostel byl na přelomu 14. a 15. století přeměněn na baziliku. Restaurován byl v 2. polovině 19. století. Trojlodí kostela má pět klenebních polí. Kostel je lemován řadou kaplí, které byly věnovány bohatými rodinami. Zvláště pozoruhodná je kaple sv. Hyacinta ze 17. století. V novogotické předsíni se nachází portál z konce 14. století. Na severní straně se ke kostelu přimyká klášter. V křížové chodbě ze 14. století jsou zachovány četně epitafy, náhrobky, pomníky a malby z dějin řádu.
- Kostel sv. Františka z Assisi a klášter františkánů

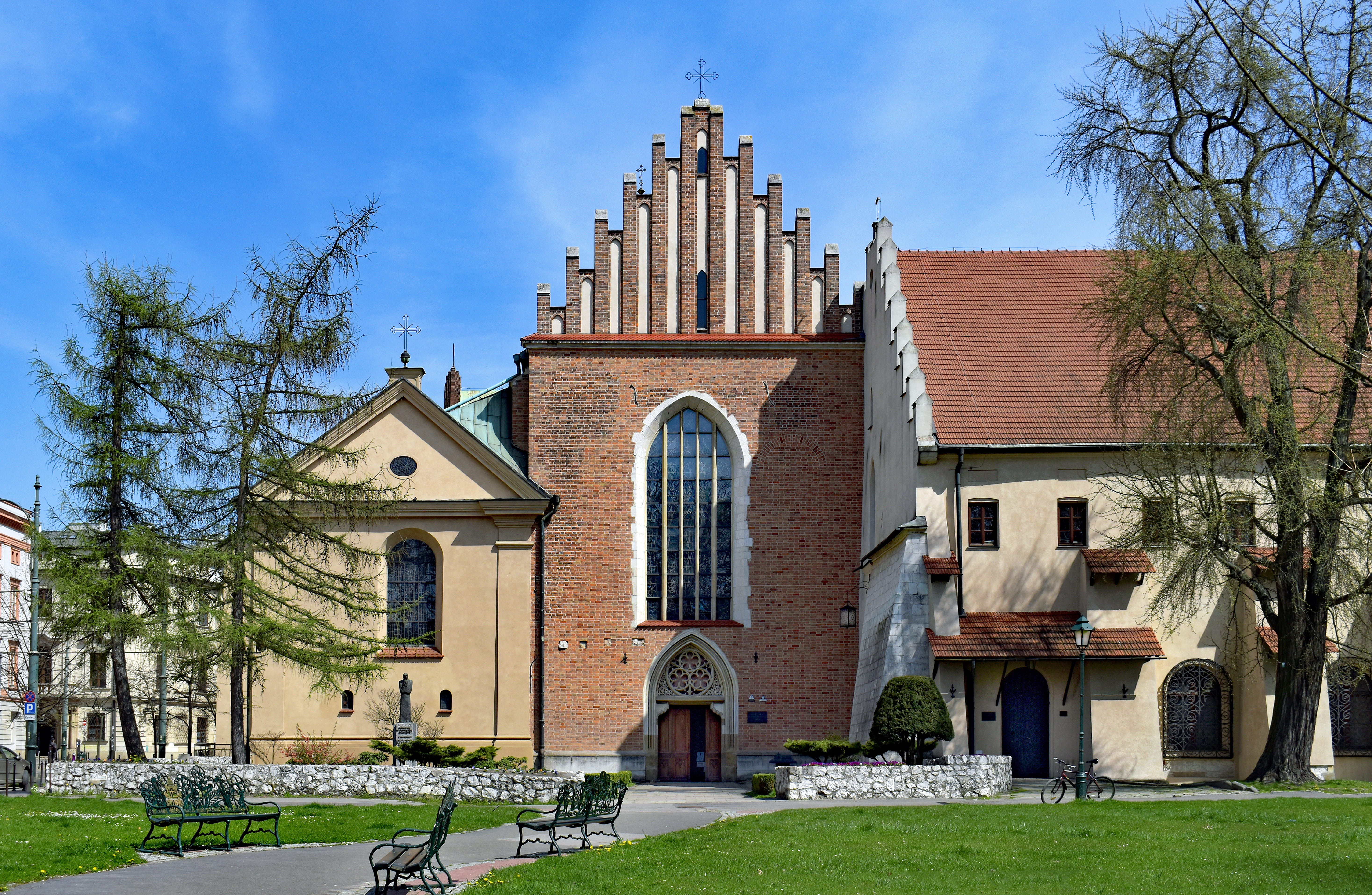
Kostel svatého Františka z Assisi

#### Gotické kostely naKazimierzi
- Kostel sv. Kateřiny (ulice Augustiańska 7) – je kopií stavby Mariánského kostela. Vznikla ve 14. století díky králi Kazimíru III. Velikému pro augustiniány, kteří přišli roku 1343 do Krakova z Prahy. Dějiny kostela jsou poznamenány četnými fatálními událostmi a katastrofami. Velké škody utrpěl například během zemětřesení roku 1443, dále povodněmi a třemi požáry v 16. a 17. století atd. Během švédské okupace zde byla nemocnice, později zde rakouská vojska měla sklad zbraní a ještě později zde byl sklad slámy a sena. Kostel měl být dokonce stržen. Místo toho byl však renovován. Jde o trojlodní stavbu, jeden z nejlepších příkladů gotické architektury v Polsku. Na sever od kostela se nachází augustiniánský klášter s vnitřním dvorem a křížovou klenbou s hodnotnými freskami. Na jihu se nalézá pozdněgotická kostelní předsíň s bohatými dekoracemi. Presbytář má hvězdicovou klenbu z poloviny 15. století. Hlavní oltář je ze 30. let 17. století. V presbytáři se nalézají pěkně dekorované novogotické chórové lavice. V jižní lodi se nachází renesanční mausoleum Wawrzyniece Spyteka Jordana od Santi Gucciho z roku 1603. V kostele je také kaple sv. Moniky Uherské z 15. století. Klenbu v ní nese oktogonální pilíř. Kapli lze navštívit jen jednou ročně – 26. dubna.
- Kostel Božího těla (ulice Bozego Ciala č. 26) – stavbu založil král Kazimír III. Veliký okolo roku 1340, dohotovena byla roku 1405. Trojlodní kostel spojuje architektonické elementy z doby gotiky (štíty), renesance (zvonice) a baroka (boční kaple). V barokním stylu provedený interiér pochází ze 17. a 18. století. Zajímavé jsou chórové lavice v presbytáři, kazatelna ve formě na vlně kolísajícího člunu, od dvou sirén a delfínů neseného. Hlavní oltář s malbou Tomase Dolabella, renesanční mauzoleum blahoslaveného Stanislava Kazimierczyka. Západní věž kostela je 70 metrů vysoká. Vedle kostela se nalézá klášter.
- Kostel sv. Marka (Kościół św. Marka) (ulice Świetego Marka č. 10) – byl založen roku 1293 a svoji současnou gotickou podobu získal ve 14. a 15. století.
- Kostel sv. Kříže (Kościół św. Krzyża) (Plac Sw. Ducha) – první dřevěný kostel vznikl na jeho místě na konci 12. století. Dnešní zděný kostel pochází ze 14. století. V první polovině 15. století byla na západní straně postavena věž a na jihu kaple sv. Sofie. Na konci 16. století vznikla kaple sv. Ondřeje a uprostřed 17. století kaple Panny Marie Loretské. Roku 1528 kostel vyhořel a klenba se zřítila. Byla obnovena roku 1533. Jednolodní kostel je zaklenut na jeden pilíř pomocí ojedinělé palmové klenby s malbami. Presbytář má síťovou klenbu. Malby pocházejí ze 16. století a byli v 19. věku restaurovány. Kostel má v lodi dva oltáře: P. Marie a sv. Anny. Je zde křtitelnice z roku 1423, krucifix z 15. století, chórové lavice z 15. století a kazatelna ze začátku 17. století.
- Kostel sv. Jiljí (Kościół św. Idziego) – postaven na začátku 14. století. V roce 1595 se stal majetkem dominikánů, kteří ho brzy dali rozšířit.

#### Renesanční Krakov

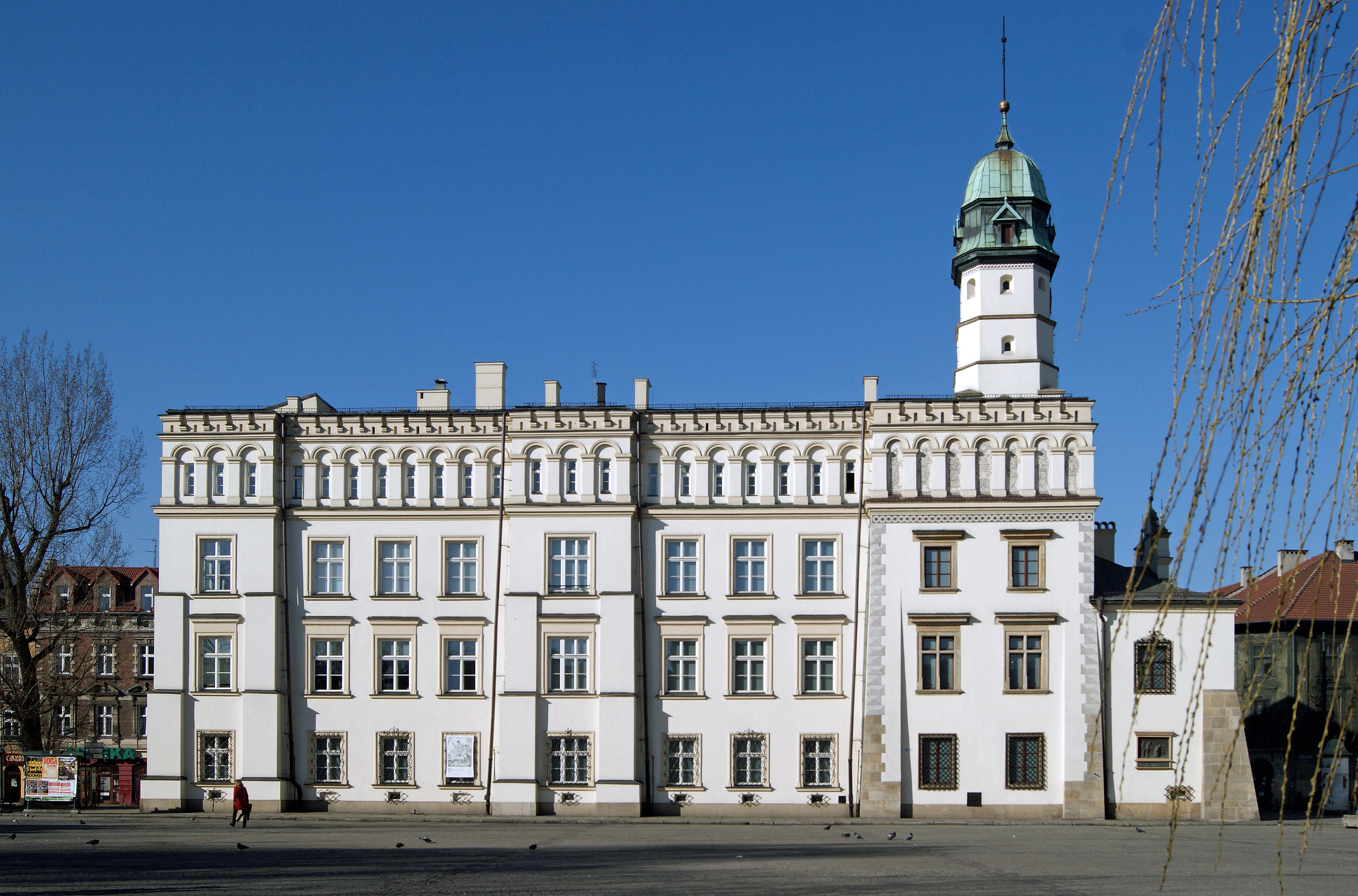
Kaziměřská radnice

- Zikmundova kaple na Wawelu (kaplica Zygmuntowska na Wawelu)
- Vila Decjusza (willa Decjusza w Woli Justowskiej)
- Kaziměřská radnice (Plac Wolnica č. 1) – vznikla v 15. století jako sídlo představených města. Později byla vícekrát přestavěna. V 16. a 17. století jí byl propůjčen renesanční charakter. Obdržela cimbuří a atiky a věž. Po sloučení Kaziměře s Krakovem na přelomu 18. a 19. století byla radnice vydražena a změnila vícekrát majitele a pozvolně pustla. V letech 1875 až 1877 byla přestavěna a získala nové jižní křídlo. Po druhé světové válce se stala Etnografickým muzeem.

#### Barokní Krakov
- Kostel misionářů – Obrácení sv. Pavla (kościół Misjonarzy na Stradomiu) (ulice Stradomska č. 4) – vystavěn po vzoru římských sakrálních staveb v letech 1719 až 1732 dle návrhu krakovského architekta Kacpera Bazanki. Pozdněbarokní, bezvěžový kostel má průčelí z kamenných kvádrů s dekoracemi z vápence. Interiér je jednolodní s krátkým presbytářem a s elipsově formovanou kopulí. V kostele je instalován systém zrcadel, který opticky kostel zvětšuje a umožňuje stejnoměrné osvětlení. V kostele je mramorový oltář z let 1761 až 1762 s obrazem Tadeusze Kuntze Obrácení sv. Pavla a dále stříbrný tabernákl. K lodi kostela se přimykají boční kaple z 18. století. Loď je vroubena nikami se sochami 10 apoštolů. Na kostel navazují klášterní budovy s Historickým a misionářským museem.
- Kostel bernardýnů – sv. Bernardina Sienského (kościół Bernardynów na Stradomiu) (ulice Bernardyńska č. 2) – původní dřevěný kostel vznikl roku 1453 díky Zbigniewu kardinálu Oleśnickiemu. V druhé polovině 15. století byl přestavěn, vzniklo tak stavení v gotickém stylu, které bylo za Švédské války roku 1655 zcela zničeno. Dnešní raně barokní kostel, který vznikl v létech 1659 až 1680 podle návrhu Krzystofa Mieroszewského, je trojlodní bazilikou s transeptem a jednou kopulí. Průčelí je dvou věžové. Pozoruhodný je hlavní oltář a boční oltáře, které jsou v pozdněbarokním stylu. Zajímavé jsou i štuky v hlavní lodi a presbytáři. V kostele se nachází kaple sv. Anny se sochou této světice z 15. století (pravděpodobně dílo Veita Stossa) a kaple sv. Šimona z Lipnice s mausoleem z mramoru.Kostel sv. Petra a Pavla

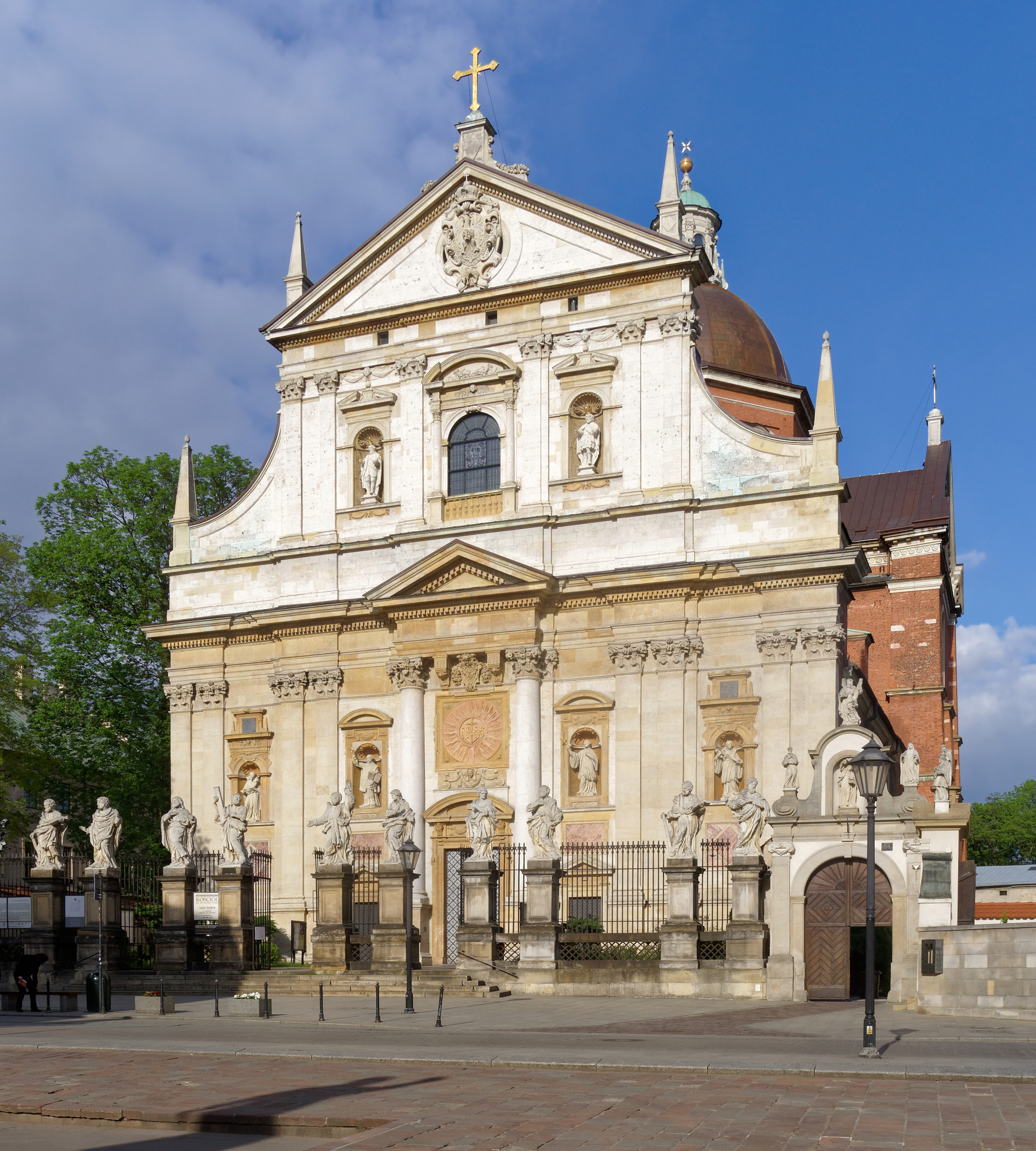
Kostel sv. Petra a Pavla

- Kostel sv. Petra a Pavla (kościół św. Piotra i Pawła) (ulice Grodzka č. 54) – je první barokní stavbou v Krakově. Vznikla v letech 1597 až 1619. Kostel založil král Zikmund III. Wasa pro jezuitský řád. Stavitelé chrámu byli postupně: Józef Britius, Giovanni Maria Bernardoni a Giovanni Trevano. Poslední z nich dal kostelu konečnou podobu a zhotovil i fasádu, kopuli a vnitřní vybavení. Bazilika byla zřízena podle římského vzoru. Má půdorys kříže, má tři pole klenby, širokou loď, krátký transept a krátký presbytář, který je ukončen kruhovou apsidou. Fasáda je zdobena sochami řádových svatých a řádovým znakem, dále svatými patrony Wasovské dynastie a erbem této dynastie. V kostele je pozoruhodný hlavní oltář z roku 1735 s obrazem od Józefa Brodowskeho z roku 1820. Nádherné štuky vznikly v letech 1619 až 1633 a jejich autorem byl Giovanni Falconi. V presbytáři se nalézají scény ze života sv. Petra a Pavla a sochy patronů Polska – sv. Vojtěch a sv. Stanislav apod. Díky dobré akustice se zde konají koncerty.
- Kostel sv. Martina (kościół św. Marcina)
- Kostel sv. Mikuláše (kościół św. Mikołaja) (ulice Kopernika č. 9) – první románský kostel se zde nalézal již v 11. století. Prvně byl zmíněn v roce 1229, kdy byl ve vlastnictví benediktýnů z Tyniece. Kostel ležel mimo hradby Krakova. Roku 1456 věnovali kostel benediktýni Jagellonské univerzitě. Za švédské okupace byl kostel poničen ostřelováním z děl. Po přestavbě byl kostel roku 1682 znovu vysvěcen. Fasáda kostela je strohá se sochami sv. Petra a Pavla. Uvnitř kostela je gotický pentaptych. Ve dvoře okolo kostela se nachází lucerna mrtvých ze 14. století.
- Piaristický kostel Proměnění Páně (kościół Przemienienia Pańskiego (oo. Pijarów)) (ulice Pijarska č. 2) – pozdněbarokní stavba z let 1714 až 1728 podle návrhu krakovského architekta Kacpera Bazanky. V letech 1759 až 1761 vzniklo pěkné třípatrové průčelí navržená Francescem Placidim a hodinová věž. Vstup do kostela je po schodišti na němž se nachází busta Stanislawa Konarského, piaristy a reformátora polského školství. Tentýž má bustu na pravé straně presbytáře. Zde je zazděna i urna s jeho srdcem. Kostel je jednolodní s půlkruhovým presbytářem. Valená klenba je pokryta iluzivními stropními malbami od Františka Ecksteina z Moravy. Loď je lemována kaplemi s malbami z 18. století.

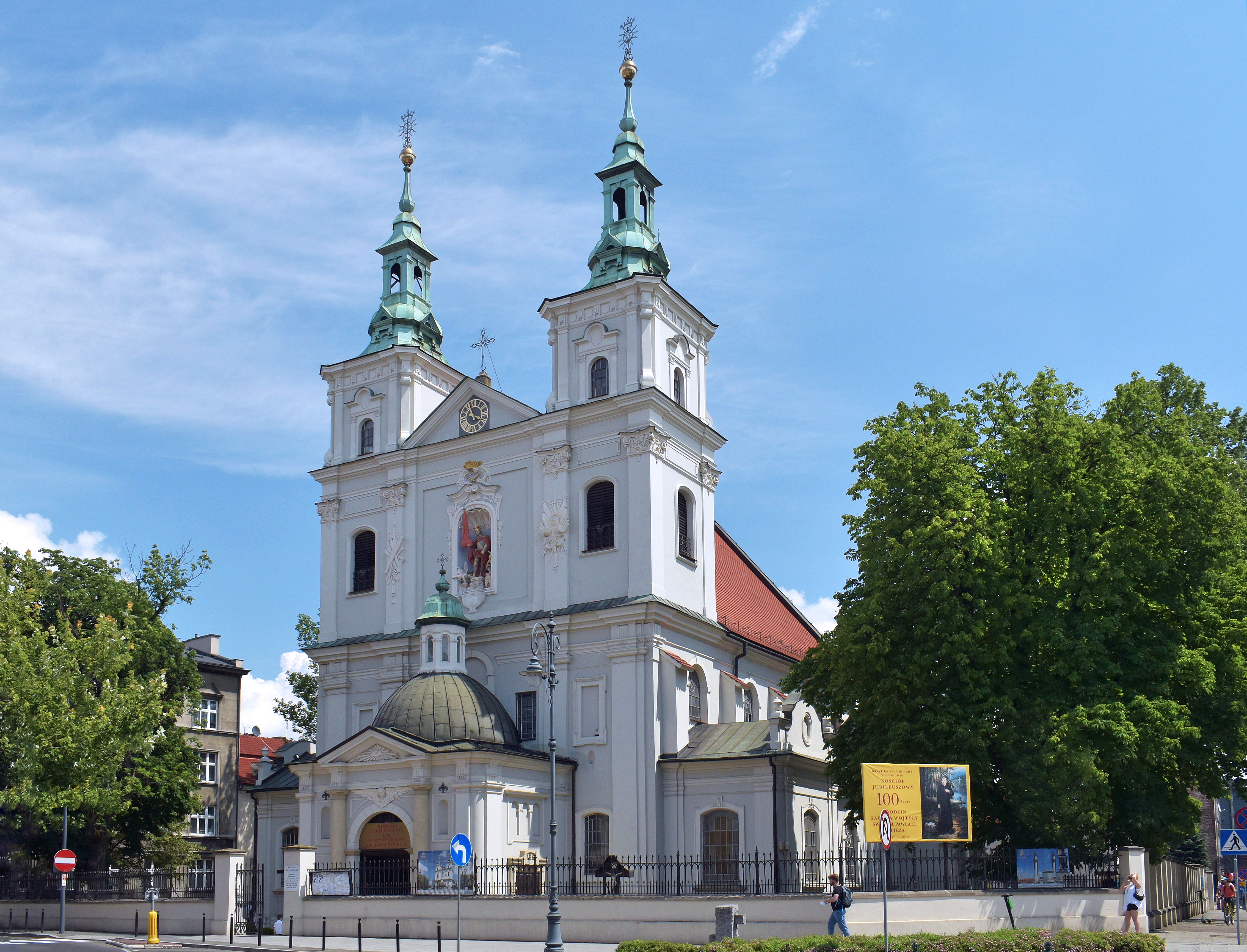
Kostel svatého Floriána

- Kostel sv. Floriána (Kościół św. Floriana) (ulice Warszawska č. 1b) – jde o poutní kostel, který stojí na počátku tzv. korunovační cesty. Původně románská stavba vznikla na přelomu 12. a 13. století na předměstí Krakova, pozdějšího města a městské části Kleparz. Ve 14. století byl kostel zničený Tatary znovu vystavěn v gotickém stylu jako halové trojlodí. Po požáru v 17. století byl znovu vystavěn v letech 1657 až 1684 jako trojlodní bazilika o čtyřech klenebních polích se dvěma věžemi. Zachován zůstal gotický presbytář. Na fasádě se nalézá socha sv. Floriána. předsíň je novobarokní. Vnitřek je proveden v barokním a rokokovém stylu. Štukové dekorace jsou v novorokokovém stylu z roku 1907. Nástěnné malby až z roku 1965. V presbytáři stojí pozdněbarokní chórové lavice a barokní hlavní oltář s obrazem sv. Floriána z roku 1686 od Jana Trycjusze, dvorního malíře krále Jana III. Sobieskeho. Pozoruhodný je i z Mariánského kostela pocházející tryptych Jana Křtitele. V letech 1941 až 1955 sloužil v kostele jako vikář pozdější papež Jan Pavel II.
- Kostel Karmelitánský (kościół Karmelitów na Piasku) (ulice Karmelicka 19) – byl založen králem Vladislavem II. Jagellem a jeho ženou sv. Hedvikou v roce 1390. Roku 1397 byl předán karmelitánům z Prahy. V 70. letech 15. století byl kostel přestavěn v halové trojlodí. Během Švédské války byl roku 1655 zničen a znovu postaven byl v letech 1659 až 1679. Fasáda připomíná fasádu kostela sv. Petra a Pavla na ulici Grodzka a je osazena sochami Panny Marie s Ježíškem a dvěma svatými karmelitánského řádu. Jde o trojlodní baziliku, presbytář je dlouhý stejně jako lodě. Na východě přesbytáře se nalézají dvě věže. Na hlavní oltáři je obraz z konce 17. století od Jerzyho Hankinse. Na jižní straně kostela se nalézají dvě kaple. Kaple Matky Boží se škapulířem Matky Boží a s freskou představující Matku Boží s Ježíškem ze 17. století. Dále je zde obraz z 15. století, který namaloval na vnější zeď kostela neznámý řádový bratr, a který byl znám pro zázraky. Nachází se zde i otisk nohy královny sv. Hedviky. Na severu se ke kostelu přimykají klášterní budovy ze 17. století.
- Kostel sv. Anny (Kościół św. Anny) (Ulice Sw. Anny č. 11) – kostel patří k Jagelonské univerzitě. První dřevěný kostel stála na tomto místě již ve 14. století. Po požáru roku 1407 založil král Vladislav II. Jagello zděný kostel v gotickém stylu. Kostel byl v 16. století povýšen na kolegiátní kostel. Dnešní barokní stavba vznikla na místě odstraněného gotického kostel v letech 1689 až 1703 podle návrhu holandského architekta Tillmana von Gameren. Třílodní bazilika má transept a je postavena na půdorysu kříže. Loď je zakryta valenou klenbou a kopulí. V bočních lodích se nalézá šest kaplí, tři na každé straně. Fasáda je zakončena dvěma věžemi. Interiér je barokní. Dekorace, sochy a reliéfy pocházejí od sochaře Balthasara Fontany. Na hlavním oltáři je obraz se sv. Annou samotřetí. Varhany a kazatelna pocházejí z 18. století.
- Kapucínský kostel Zvěstování Panny Marie (Kościół Zwiastowania NP Marii, oo. Kapucynów) (ulice Loretańska č. 11) – byl založen Wojciechem Dembińskim založen v letech 1696 až 1699 pro z Itálie pocházející kapucinský řád. Byl zřízen ve stylu toskánského baroka. Kostel byl původně jednolodní, ve 20. století k němu přibyly boční lodě. Interiér je zařízen prostě. Je zde několik barokních oltářů, kazatelna, zpovědnice a epitafy. Na pravé straně hlavní lodi je pohřben v černém mramorovém sarkofágu zakladatel kláštera. Na hlavním oltáři se nachází malba Zvěstování Panny Marie od Pietera Dandiniho z Florencie z roku 1701. Zajímavá je také dělostřelecká koule z bojů z roku 1768, která zůstala vězet ve zdi. Mezi lety 1712 až 1719 byla u kostela postavena loreta. Vznikla podle návrhu krakovského architekta Kacpera Bazanki. V roce 1794 na začátku povstání zde Tadeusz Kościuszko světil šavle.
- Kostel a klášter paulínů na Skalce (kościół i klasztor Paulinów, na Skałce) – bazilika archanděla Michaela a sv. Stanislava (ulice Skaleczna no. 15) – známá i jako kostel Na skalce. Na místě dnešní stavby měl stát pohanský chrám, v 11. století zde vznikla románská stavba. Dle lidové pověsti zde měl být roku 1079 po konfliktu světské a církevní moci zabit sv. Stanislav. Na připomínku této události se každoročně koná procesí z katedrály na Wawelu, kde je světec pohřben ke kostelu Na skalce, kdy byl světec zabit. Gotický kostel založil král Kazimír III. Veliký v 19. století. Dnešní barokní stavba vznikla po důkladné přestavbě z let 1733 až 1751 podle plánů Antona Müntzera a poté dle plánů Antona Solariho. Jde o trojlodní baziliku s dvěma barokními věžemi. Ke vstupu vede imposantní schodiště. Pozoruhodné jsou v barokním stylu bohatě zdobené: kazatelna, zpovědnice, novobarokní lavice a rokokové varhany. Na hlavním oltáři se nalézá malba Archanděla Michaela. Mezi bočními oltáři se nalézá oltář sv. Stanislava nebo oltář Panny Marie Čenstochovské. Je zde i vícero bust významných osobností. Před kostelem se nalézá jezírko sv. Stanislava se sochou svatého a oltářem Třítisíciletí. V kryptě kostela se secesními malbami jsou pohřbeny významné osobnosti polské vědy a umění. Například kronikář Jan Długosz, Józef Ignacy Kraszewski, Adam Asnyk, Stanisław Wyspiański ad.
- Kostel Nejsvětější Trojice (Bonifrátú) (ulice Krakowska č. 48) – vznikl uprostřed 18. století pro řád Trinitářů. Po úpadku řádu v roce 1796 zde byl sklad zbraní. Roku 1812 byl převzat řádem Bonifrátů. Jde o pozdněbarokní stavbu, jejímž autorem je Francesco Placidi. Kostel je jednolodní s bočními kaplemi a pěkným průčelím. Nástropní malby přibližují dějiny řádu trinitářů. Hlavní oltář je novobarokní.

#### Krakov v 19. století

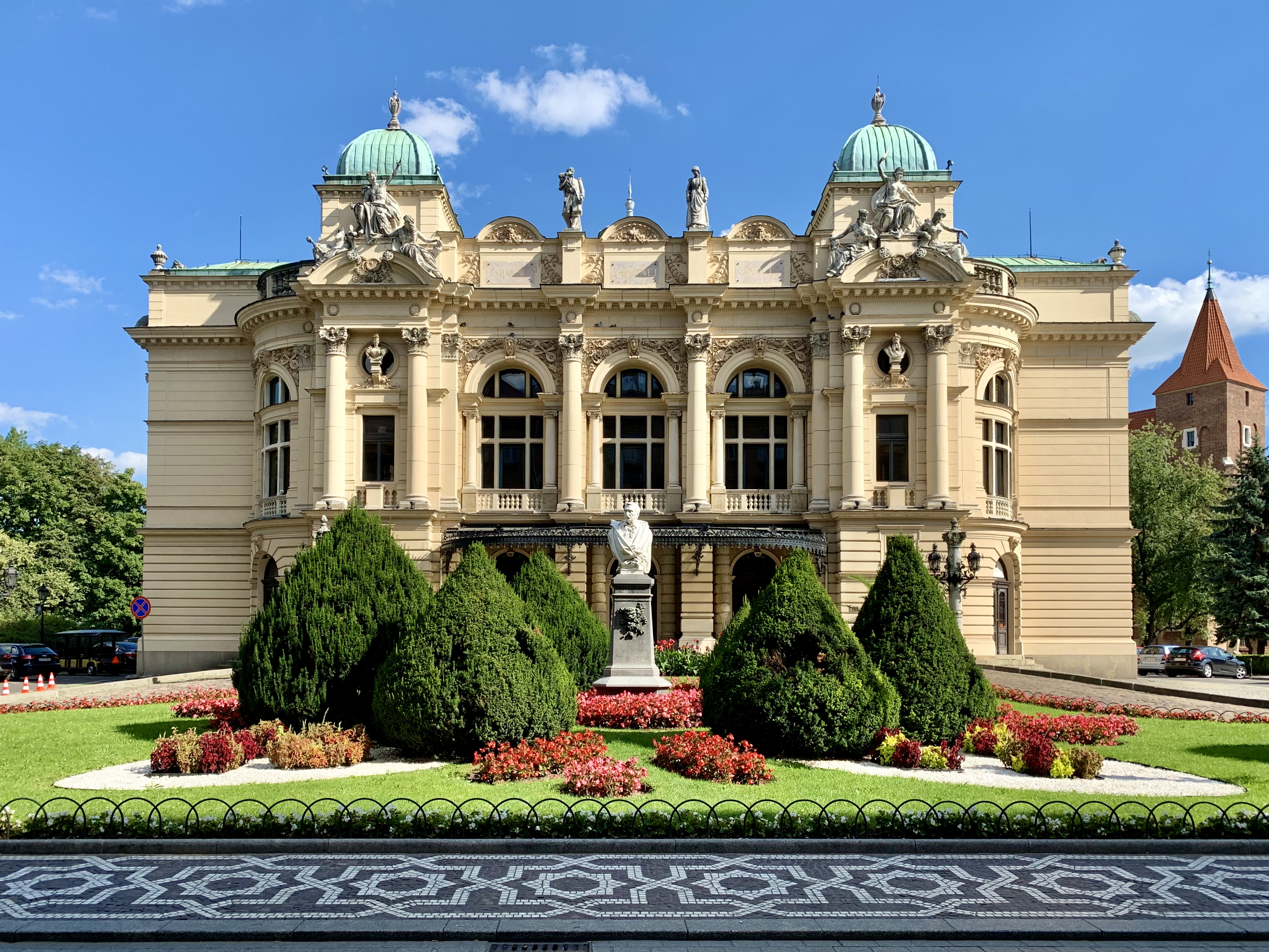
Divadlo Juliusze Slowackého

- Rakovický hřbitov, zal. 1803 (Cmentarz Rakowicki)
- Krypta zasloužilých na Skalce (Krypta Zasłużonych na Skałce)
- domy Teodora Talovského (kamienice Teodora Talowskiego)
- Divadlo Juliusze Slowackého (Plac Sw. Ducha č. 1) – jde o jedno z nejznámějších divadel Polska. Vzniklo v letech 1891 až 1893 na místě dřívějšího kláštera, podle návrhu Jana Zawiejského. Budova je novorenesanční a novobarokní. Jako vzor jí sloužila pařížská opera. Uvnitř jsou fresky od vídeňského umělce Antona Tucha a opona z roku 1894 od Henryka Siemiradzki.
- Kostel a konvent sester Srdce Páně (ulice Garncarska č. 26) – vystavěn v novorománském slohu v letech 1895 až 1900.
- Dům pod zpívající žábou (ulice Retoyka č. 1) – stavba Teodora Talowského z let 1889 až 1890.
- Budova Sokola (ulice Pilsudskiego č. 27) – budova tělovýchovné společnosti Sokol postavena roku 1889.

#### Secesní Krakov
- Dům Celestyna Czynciela (Rynek Glówny) – secesní dům vystavěn roku 1908 dle návrhu Ludwika Wojtyczka. V prvním patře je na fasádě štukový (secesní) dekor.
- Staré divadlo (Plac Szczepański) – jde o nejstarší divadelní budovu Polska, svoji roli plní bez přerušení od roku 1798. V letech 1903 až 1905 byla stavba secesně přestavěna.
- Jezuitský kostel Srdce Ježíšova, jezuitský (Kościół Serca Jezusowego, oo. Jezuitów) (ulice Kopernika č. 36) – jezuitský kostel, vystavěn v letech 1909 až 1921 podle návrhu Francziska Maczyńského. Kombinace různých historizujících slohů.
- Dům pod glóbem (ulice Dluga č. 1) – secesní dům podle návrhu Francziska Maczyńského a Tadesze Stryjeńského postaven v letech 1904 až 1906. Uvnitř je dům zdobený malbami Józefa Mehofera.
- Pavoučí dům (ulice Karmelicka č. 35) – historizující dům z roku 1889 od architekta Teodora Talowského.

### Další sakrální stavby
- Dom Kapituły
- Kostel Matky Boží Sněžné sester dominikánek (Kościół MB Śnieżnej, ss. Dominikanek)
- Kostel sv. Jana (Kościół św. Jana, ss. Prezentek) (ulice Świetego Jana č. 7) – barokní stavba si zachovává románské a gotické elementy svých předchůdců.
- Kostel sv. Josefa (Kościół św. Józefa, ss. Bernardynek)
- Kostel sv. Kazimíra (Kościół św. Kazimierza, oo. Reformatów) (ulice Reformacka č. 4) – barokní kostel z let 1666 až 1672.
- Kostel sv. Norberta (Kościół św. Norberta, ss. Norbertanek)
- Arcibiskupský palác (Pałac Arcybiskupi)
- Kostel sv. Augustýna a Jana Křtitele a konvent Norbertinů ve Zwierzynci – datující se do 12. století. Současná podoba z první poloviny 17. století.
- Kostel Vykupitele ve Zwierzynci – jeden z nejstarších kostelů v Krakově, pocházejí údajně ze 12. století, částečně přestavěn v barokním slohu v 17. století.
- Kostel sv. Markéty – dřevěný kostel z let 1680 až 1690 na úpatí kopce Blahoslavené Salome.

## Univerzity

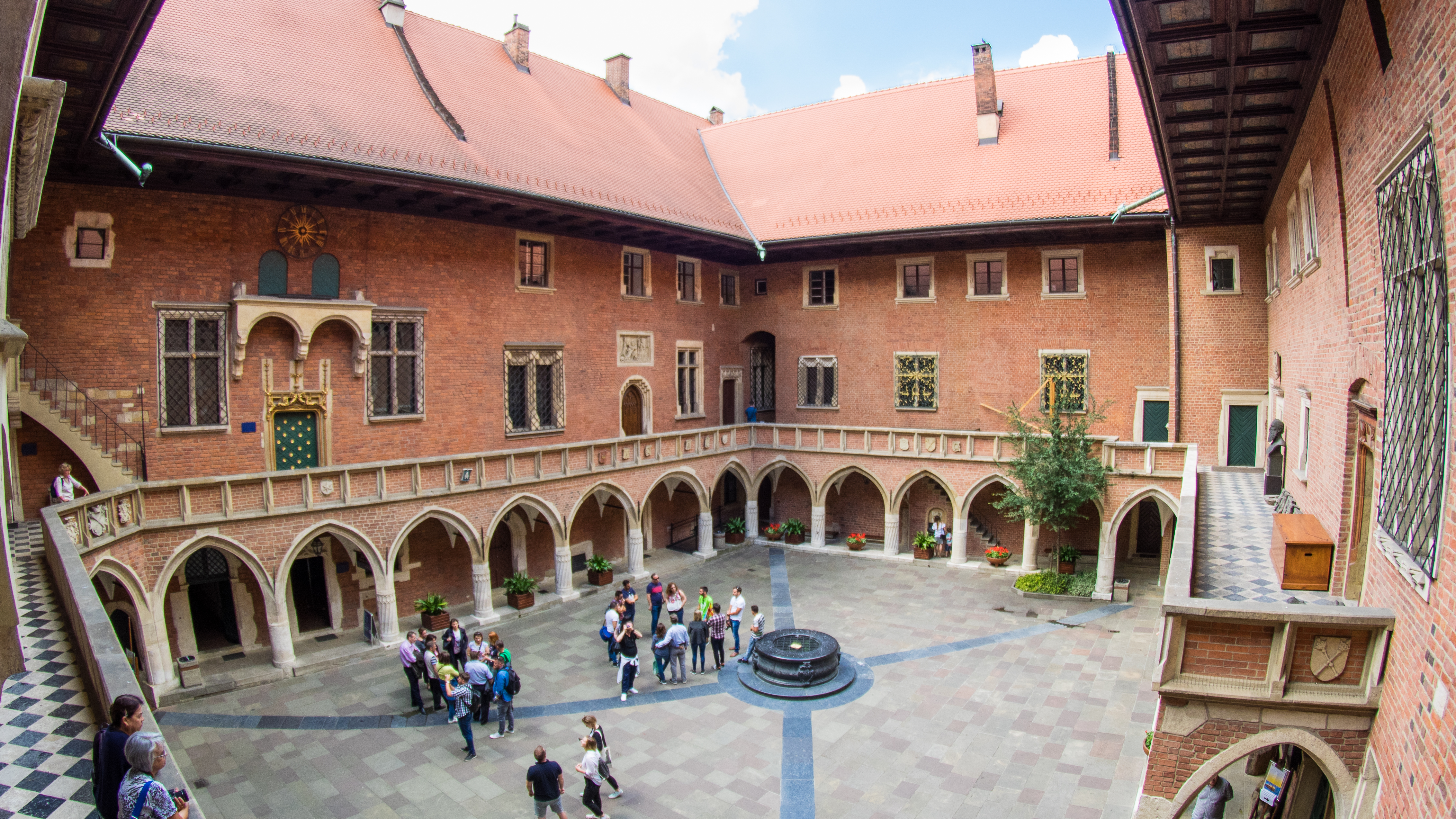
Jagellonská univerzita

- Jagellonská univerzita, založená roku 1364, s téměř 48 tisíci studentů na 15 fakultách
- Technická univerzita v Krakově
- Ekonomická univerzita v Krakově

Akademie

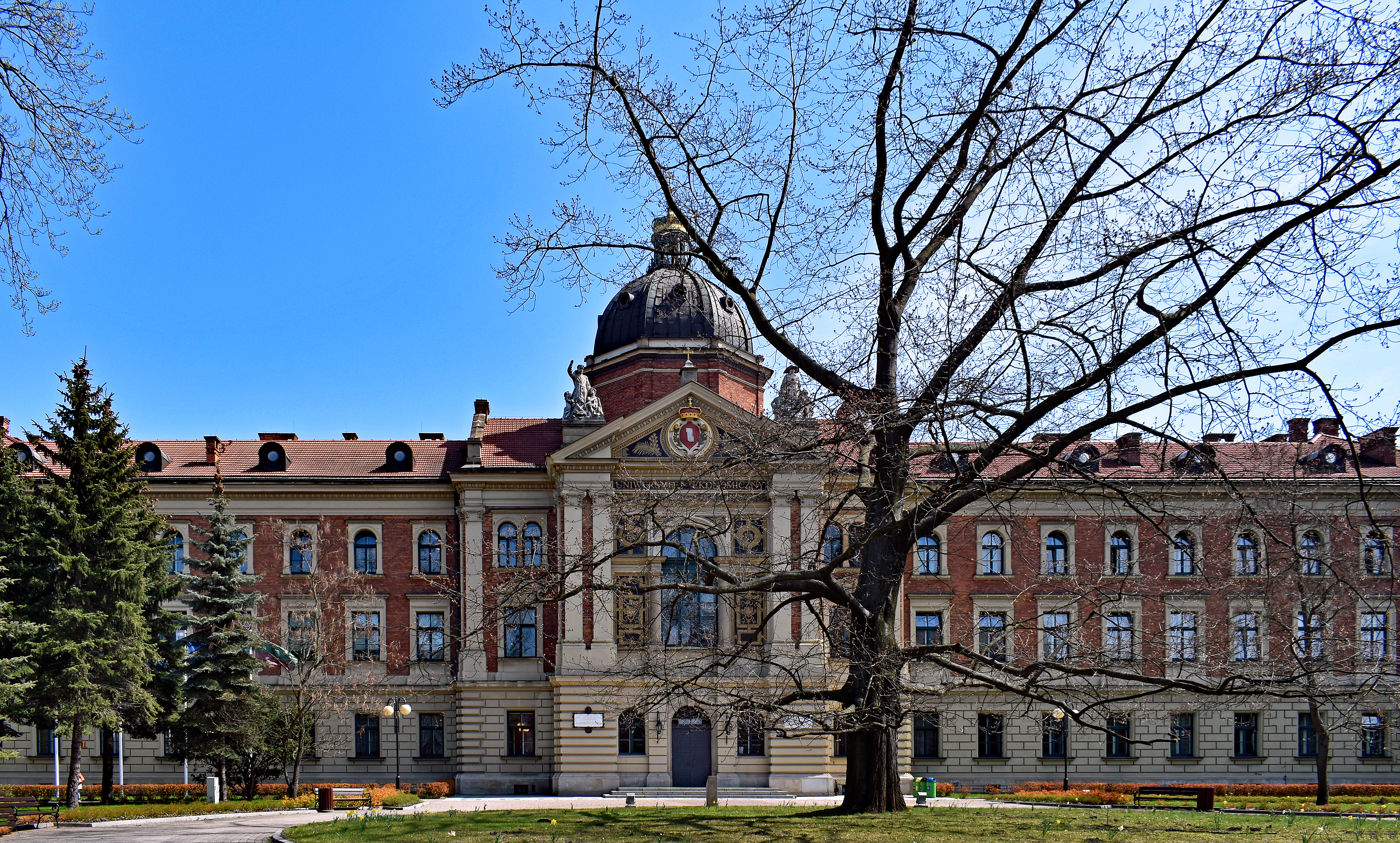
Ekonomická univerzita

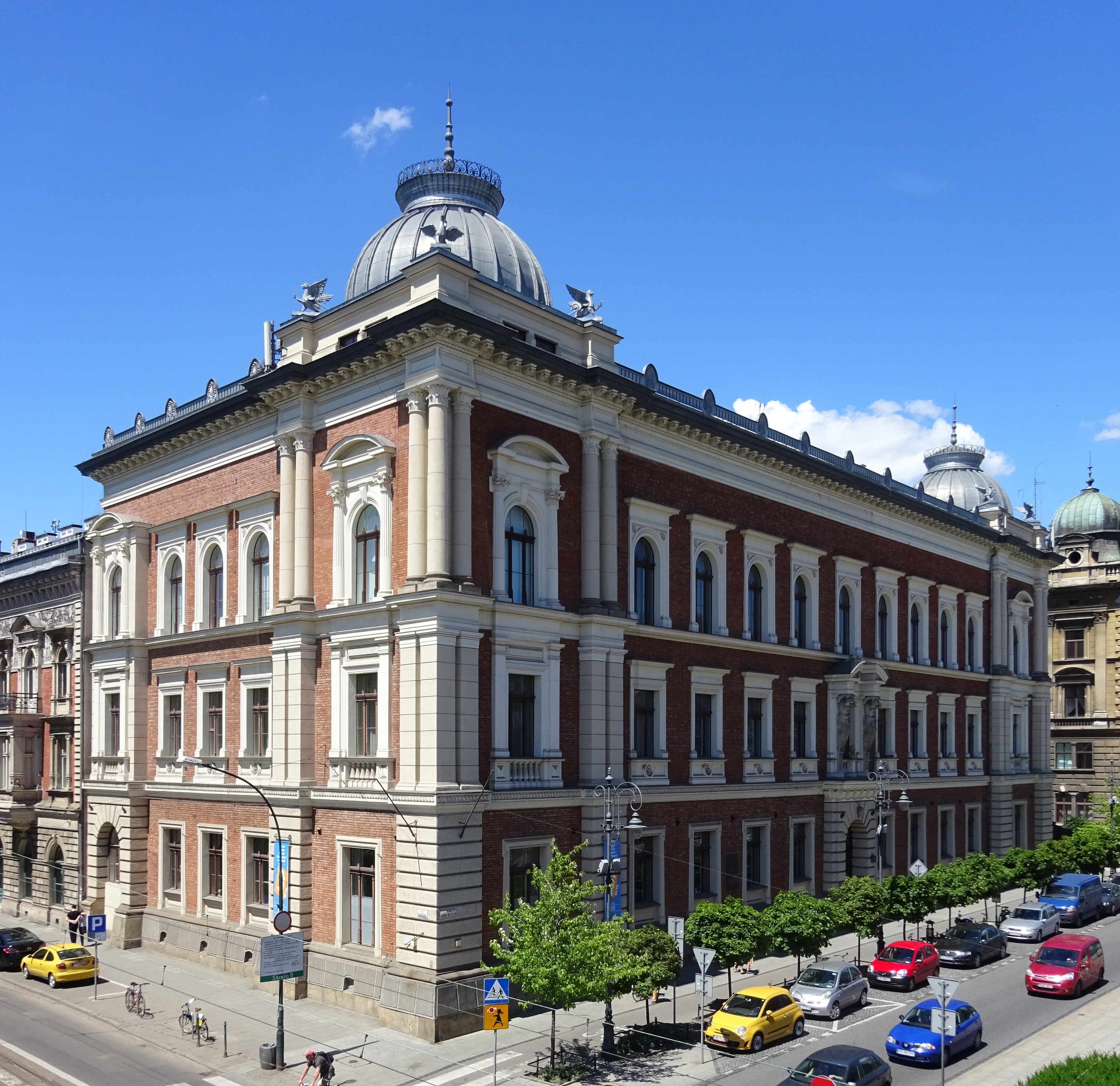
Akademie výtvarných umění

- Akademie tělesné výchovy awf.krakow.pl (polsky)
- Akademie výtvarných umění
- Hornicko-hutnická akademie agh.edu.pl(polsky)
- Hudební akademie
- Krakovská akademie A. Frycza-Modrzewskiego
- Papežská teologická akademie
- Pedagogická akademie
- Zemědělská akademie

Ostatní vysoké školy
- Státní vysoká škola divadelní
- Krakovská vysoká škola podpory zdraví
- Małopolská vysoká škola
- Vyšší pedagogická škola sv. Rodiny
- Vyšší škola ekonomie a informatiky
- Vyšší evropská škola P. Józefa Tischnera wse.krakow.pl (polsky)
- Vyšší filosoficko-pedagogická škola Ignatianum
- Vyšší škola obchodní
- Vyšší škola ochrany prostředí, turistiky a rekreace
- Vyšší škola pojišťovnictví
- Vyšší škola managementu a bankovnictví

## Sport
Ve městě sídlí fotbalové kluby Wisla a Cracovia a hokejový klub Comarch Cracovia.

## Rodáci
- Boleslav III. Křivoústý (1085–1138), polský kníže
- Vladislav II. Vyhnanec (1105–1159), polský velkovévoda
- Salomena Polská (1211/1212–1268), haličská královna
- Vladislav II. Jagellonský (1456–1516), český a uherský král
- Svatý Kazimír (1458–1484), katolický kardinál a polský princ
- Jan I. Olbracht (1459–1501), polský král
- Alexandr I. Jagellonský (1461–1506), polský král
- Jan IV. Turzo (1464/1466–1520), římskokatolický biskup
- Stanislav I. Thurzo (1470–1540), olomoucký biskup
- Stanisław Hozjusz (1504–1579), římskokatolický kardinál
- Zikmund II. August, (1520–1572), polský král
- Žofie Jagellonská (1522–1575), polská princezna
- Anna Jagellonská (1523–1596), polská královna
- Moše Isserles (1530–1572), rabín
- Vladislav IV. Vasa (1595–1648), polský král a velkokníže litevský
- Jan II. Kazimír Vasa (1609–1672), polský král
- Jonathan Eybeschütz (1690–1764), talmudista a kabalista
- Anna Leszczyńska (1660–1727), polská šlechtična
- Tereza Kunhuta Sobieská (1676–1730), polská princezna
- Alexandr Josef Sułkowski (1695–1762), šlechtic a kníže
- Ondřej Alois Ankwicz ze Skarbek-Poslawice (1777–1836), polský šlechtic, arcibiskup lvovský
- Jan Matejko (1838–1893), malíř
- Ludwig Gumplowicz (1838–1909), sociolog a právník
- Michał Bobrzyński (1849–1935), respektive předlitavský historik, státní úředník a politik
- Franciszek Bujak (1852/1853 – 1915), rakouský politik
- Edmund Zieleniewski (1855–1919), politik a podnikatel
- Olga Boznańska (1865–1940), malířka
- Ignacy Juliusz Rosner (1865–1926), novinář a politik
- Alfred Halban (1865–1926), polský právní historik, vysokoškolský pedagog a politik
- Jakob Freimann (1866–1937), rabín a historik
- Azri'el Günzig (1868–1931), rabín, učenec, knihkupec, redaktor a spisovatel
- Franciszek Biesiadecki (1869–1940), rakouský politik
- Stanisław Wyspiański (1869–1907), malíř, dramatik, básník, výtvarník a architekt
- Artur Górski (1870–1959), polský literární kritik, spisovatel, publicista a překladatel
- Lucjan Rydel (1870–1918), dramatik, básník a překladatel
- Stanisław Haller de Hallenburg (1872–1940), polský generál
- Helena Rubinsteinová (1872–1965), polsko-americká podnikatelka židovského původu
- Sophie Brzeska (1873–1925), spisovatelka a umělkyně
- Kazimierz Nitsch (1874–1958), univerzitní profesor, slávista a jazykovědec
- Marie Kristýna Rakouská (1879–1962), arcivévodkyně a princezna
- Max Fleischer (1883–1972), polsko-americký filmař židovského původu
- Bronisław Malinowski (1884–1942), polsko-anglický etnolog a sociolog
- Leon Chwistek (1884–1944), polský filosof, matematik, malíř a teoretik umění
- Stefan Bryła (1886–1943), polský stavební inženýr a pionýr svařování, politik a poslanec Sejmu
- Michał Rola-Żymierski (1890–1989), polský maršál[9]
- Stefan Banach (1892–1945), matematik
- Roman Ingarden (1893–1970), filozof
- Alice Halicka (1894–1975), židovsko-polská malířka
- Rudolf Petřík (1894–1946), voják
- Jan Zachariasz Unicki (1894–1991), pastor a publicista
- August Emil Fieldorf (1895–1953), polský voják
- Marie Karolína Zámojská (1896–1968), manželka prince Ranieriho
- Rudolph Maté (1898–1964), kameraman a režisér
- Re'uven Feldman (1899–1990), sionistický aktivista, izraelský politik
- Leon Sperling (1900–1941), fotbalista
- Alexander Abusch (1902–1982), publicista, literární kritik a politik
- Walenty Badylak (1904–1980), polský voják
- Wanda Wasilewska (1905–1964), novinářka, romanopiskyně a politická aktivistka
- Edward Ochab (1906–1989), politik
- Edmund Wojtyła (1906–1932), lékař
- Aljo Beran (1907–1990), malíř
- Georg Clam-Martinic (1908–2000), inženýr a podnikatel
- Józef Andrzej Frasik (1910–1983), polský básník a spisovatel
- Henrikas Radauskas (1910–1970), litevský básník a překladatel
- Jo'el Zusman (1910–1982), izraelský právník a soudce
- Eduard Hofman (1914–1987), tvůrce českých animovaných filmů pro děti
- Andrzej Munk (1921–1961), režisér
- Zofia Posmysz (1923–2022), spisovatelka a scenáristka
- Mirjam Akavja (1927–2015), izraelská spisovatelka a překladatelka
- Irena Homola-Skąpska, (1929–2017), polská historička
- Janusz Bogdanowski (1929–2003), polský architekt a urbanista, zahradní architekt, znalec a propagátor vojenských historických staveb a zahradnictví
- Cvi Hecker (* 1931), izraelský architekt
- Jerzy Hoffman (* 1932), režisér a scenárista
- Jerzy Vetulani (1936–2017), neurovědec, farmakolog a biochemik
- Dorota Terakowská (1938–2004), spisovatelka, novinářka a publicistka
- Jacek Baluch (1940–2019), polský literární historik, překladatel z češtiny do polštiny a popularizátor české literatury, profesor na Jagellonské univerzitě v Krakově, člen polského PEN klubu
- Ewa Demarczyková (1941–2020), polská zpěvačka
- Ewa Braunová (* 1944), oscarová scénografka, kostýmní výtvarnice, produkční návrhářka a profesorka umění
- Eva Hoffman (* 1945) – polsko-americká spisovatelka a historička
- Ewa Lipska (* 1945), polská básnířka
- Robert Gadocha (* 1946), fotbalista
- Jerzy Stuhr (1947–2024), herec a režisér
- Zbigniew Wassermann (1949–2009), politik a právník
- Stanisław Żółtek (* 1956), politik a podnikatel
- Andrzej Munk (* 1957), fotbalista a trenér
- Grzegorz Turnau (* 1967), zpěvák, klavírista, textař a hudební skladatel
- Krzysztof Wojtyczek (* 1968), právník a vysokoškolský profesor
- Renata Piszczek (* 1969), reprezentantka ve sportovním lezení
- Wojciech Tochman (* 1969), moderátor, novinář a spisovatel
- Zbigniew Ziobro (* 1970), politik a právník
- Andrzej Duda (* 1972), politik, právník a prezident
- Rafał Górski (1973–2010), polský historik, spisovatel, anarchista a odborový aktivista
- Marcin Urbaś (* 1976), bývalý atlet sprinter
- Piotr Gierowski (* 1978), polský slavista-bohemista, teoretik a historik literatury[10]
- Anna Brożek (* 1980), filosofka
- Marcin Wasilewski (* 1980), fotbalista
- Władysław Kosiniak-Kamysz (* 1981), lékář a politik
- Radosław Zawrotniak (* 1981), sportovní šermíř
- Robert Kubica (* 1984), pilot Formule 1
- Witold Marek Czamara (* 1984), hudebník, hudební producent a zvukový inženýr
- Michał Pazdan (* 1987), fotbalista
- Agnieszka Radwańská (* 1989), profesionální tenistka
- Sebastian Steblecki (* 1992), fotbalista
- Jan-Krzysztof Duda (* 1998), šachový velmistr

## Osobnosti spojené s městem
- Stanislav I. ze Szczepanowa (okolo 1030–1079), katolický biskup a mučedník, krakovský biskup
- Jan III. Turzo (1437–1508), patricij, obchodník a podnikatel
- Veit Stoss (polsky Wit Stwosz) (okolo 1448–1533), německý sochař, grafik a malíř
- Mikuláš Koperník (1473–1543), polsko-německý kněz, astronom, filozof a humanista
- Georg Trakl (1887–1914), rakouský lyrik a expresionistický básník
- Oskar Schindler (1908–1974), německý továrník, záchrance 1 200 Židů před holocaustem
- Czesław Miłosz (1911–2004), básník, spisovatel, akademik a překladatel, držitel Nobelovy ceny za literaturu
- Jan Pavel II. (1920–2005), 264. papež, krakovský arcibiskup
- Stanisław Lem (1921–2006), filozof, spisovatel sci-fi literatury a futurolog
- Wisława Szymborská (1923–2012), básnířka, esejistka, literární kritička a překladatelka, držitelka Nobelovy ceny za literaturu
- Roman Polański (* 1933), režisér, scenárista, filmový a divadelní herec, filmový producent
- Nigel Kennedy (* 1956), britský houslista

## Partnerská města
- Bordeaux, Francie (1993)
- Bratislava, Slovensko
- Budapešť, Maďarsko (2005)
- Curitiba, Brazílie (1993)
- Cuzco, Peru
- Edinburk, Spojené království (1995)
- Fes, Maroko (2004)
- Florencie, Itálie (1992)
- Frankfurt nad Mohanem, Německo
- Göteborg, Švédsko
- Grozný, Rusko (1997)
- Guadalajara, Mexiko
- Innsbruck, Rakousko (1998)
- Kyjev, Ukrajina (1993)
- Lipsko, Německo (1995)
- Lovaň, Belgie (1991)
- Lvov, Ukrajina (1995)
- Milán, Itálie (2003)
- Norimberk, Německo (1991)
- Olomouc, Česko[11]
- Orléans, Francie (1992)
- Pécs, Maďarsko (1998)
- Quito, Ekvádor
- Rochester, Spojené státy americké
- Řím, Itálie
- San Francisco, Spojené státy americké (2009)
- Sevilla, Španělsko (2002)
- Solothurn, Švýcarsko (1990)
- Split, Chorvatsko
- Tbilisi, Gruzie
- Veliko Tarnovo, Bulharsko (1975)
- Vilnius, Litva
- Záhřeb, Chorvatsko (1975)